# استعراض 14 يوليو العسكري
إستعراض 14 يوليو العسكري هو عرض عسكري فرنسي يقام كل سنة منذ عام 1880 في العاصمة باريس في فرنسا بمناسبة العيد الوطني الفرنسي. عادة ما يتم إستدعاء وحدات من قوات عسكرية أجنبية لتسير بجانب القوات المسلحة الفرنسية.

جرت العادة أن يكون الإستعراض مكون من وحدات مترجلة و راكبة (محمولة) و وحدات على دراجات نارية و وحدات جوية و تسير كلها في شارع الشانزلزيه من ساحة شارل ديغول إلى ميدان الكونكورد أين يحي العسكريون رئيس الجمهورية و حكومته و كبار و أهم رجال الدولة إضافة إلى أعضاء السلك الدبلوماسي و أيضا الضيوف السياسيين الأجانب.

يذكر أنه في نفس اليوم تقام عدة إستعراضات صغيرة من قبل عدة قوات عسكرية جهوية في بعض المدن التي تحتوي قواعد عسكرية مثل تولون وبلفور ونيم.

## التاريخ

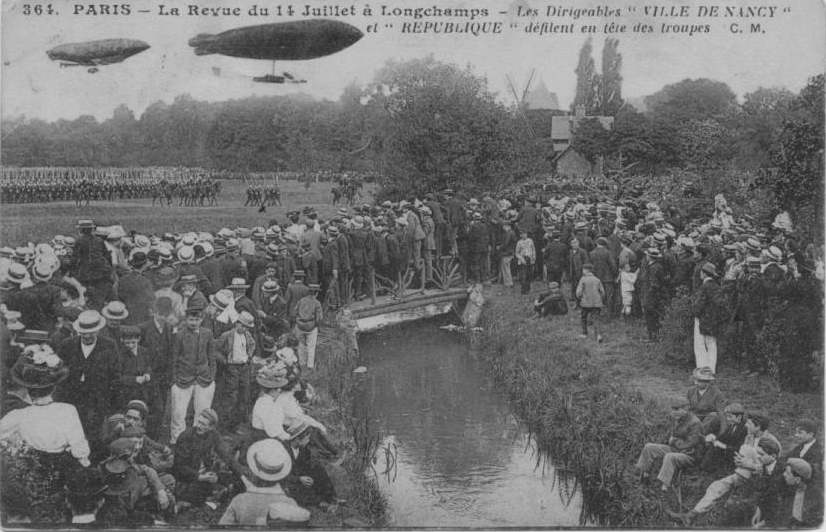
إستعراض عسكري على مضمار لونغشون في باريس حوالي سنة 1900.

كان هذا الإستعراض في الأصل في شكل مهرجان و احتفال شعبي في سنة 1790، احتفالات 14 يوليو أصبحت عسكرية منذ انتصاب حكومة مديرين في الجمهورية الفرنسية الأولى. ثم تحت حكم نابليون الأول فقد هذا الاحتفال جزء من أهميته، و وجب الانتظار حتى نهاية القرن التاسع عشر و تحت الجمهورية الفرنسية الثالثة ليعود هذا الإستعراض لهيبته و شرفه. في 1880 أصبح يوم الإتحاد اليوم الوطني بعد موافقة مجلس الشيوخ الفرنسي عليه في 28 يونيو و لكن مرسوم أخر أصدر في 6 يوليو ينص على إلزامية وجود إستعراض عسكري موازي.
 سياسيا، هذا الإستعراض كان يراد منه إظهار القوة العسكرية لفرنسا بعد هزيمة فرنسا في الحرب الفرنسية البروسية و الحفاظ على التعبئة الشعبية العامة لإسترداد المقاطعات المفقودة في الحرب (ألزاس و جزء من اللورين).

في 1880، إستعراض عسكري أجمع عدة عشرات ألاف من المتفرجين بحضور رئيس الجمهورية أنذاك جول كريفي في مضمار لونغشون، و حتى سنة 1914، بقت أحداث الإستعراض تدور في مضمار لونغشون.

بعد الحرب العالمية الأولى، جرى الموكب لأول مرة في شارع الشانزلزيه، و في 1919، المارشالات الفائزين في الحرب نزلوا من أعلى شارع الشانزلزيه على الخيول و هم جوزيف جوفري وفرديناند فوش وفيليب بيتان و أسموه «إستعراض النصر». وحدات لقدامى محاربي الحرب مع الحلفاء شاركت أيضا في العرض العسكري، حيث مر الإستعراض من تحت قوس النصر في الشانزلزيه (ضريح الجندي المجهول تم وضعه إلا في سنة 1921).

من 1940 إلى 1944، لم يتم تنظيم أي إستعراض عسكري بسبب الاحتلال الألماني لفرنسا. و في 14 يوليو 1940، أول الفرنسيون الأحرار قاموا بإستعراض متواضع في شوارع لندن، و في سنة 1942، قام البعض من المنتسبين إلى قوات فرنسا الحرة الجوية بتأمين سير الإستعراض في لندن. و في 1945، وقع أول إستعراض عسكري بعد الاستقلال و التحرر، حيث دارت أحداثها في ساحة الباستيل و لكن الدرجات النارية و المركبات مرت من شارع الشانزلزيه مرورا بالعاصمة باريس. احتفال أخر كبير وقع بعد شهر في شارع الشانزلزيه لإحياء ذكرى خطاب 18 جوان (يونيو) 1940. في 1946، الرئيس الفيتنامي هو تشي منه الذي كان يقوم بزيارة لفرنسا للمشاركة في مؤتمر فونتانبلو استدعي ليجلس في المدرج الشرفي (الفخري أو الرئاسي).

تحت رئاسة فاليري جيسكار ديستان تم تغيير مكان الإستعراض عدة مرات من ساحة الباستيل إلى ساحة الجمهورية (1974)، ثم إلى مسار فينسان (1975)، في الشانزلزيه (1976، 1978، 1980)، المدرسة العسكرية (1977)، و مرة أخرى ساحة الباستيل و الجمهورية في 1979.

الرؤساء اللاحقين فرنسوا ميتيران (1981 إلى 1994) و جاك شيراك (1995 إلى 2006) و نيكولا ساركوزي (2007 إلى 2011) و فرانسوا أولاند (2012 إلى 2016) أبقوا على الإستعراض في شارع الشانزلزيه.

## أحداث الإستعراض

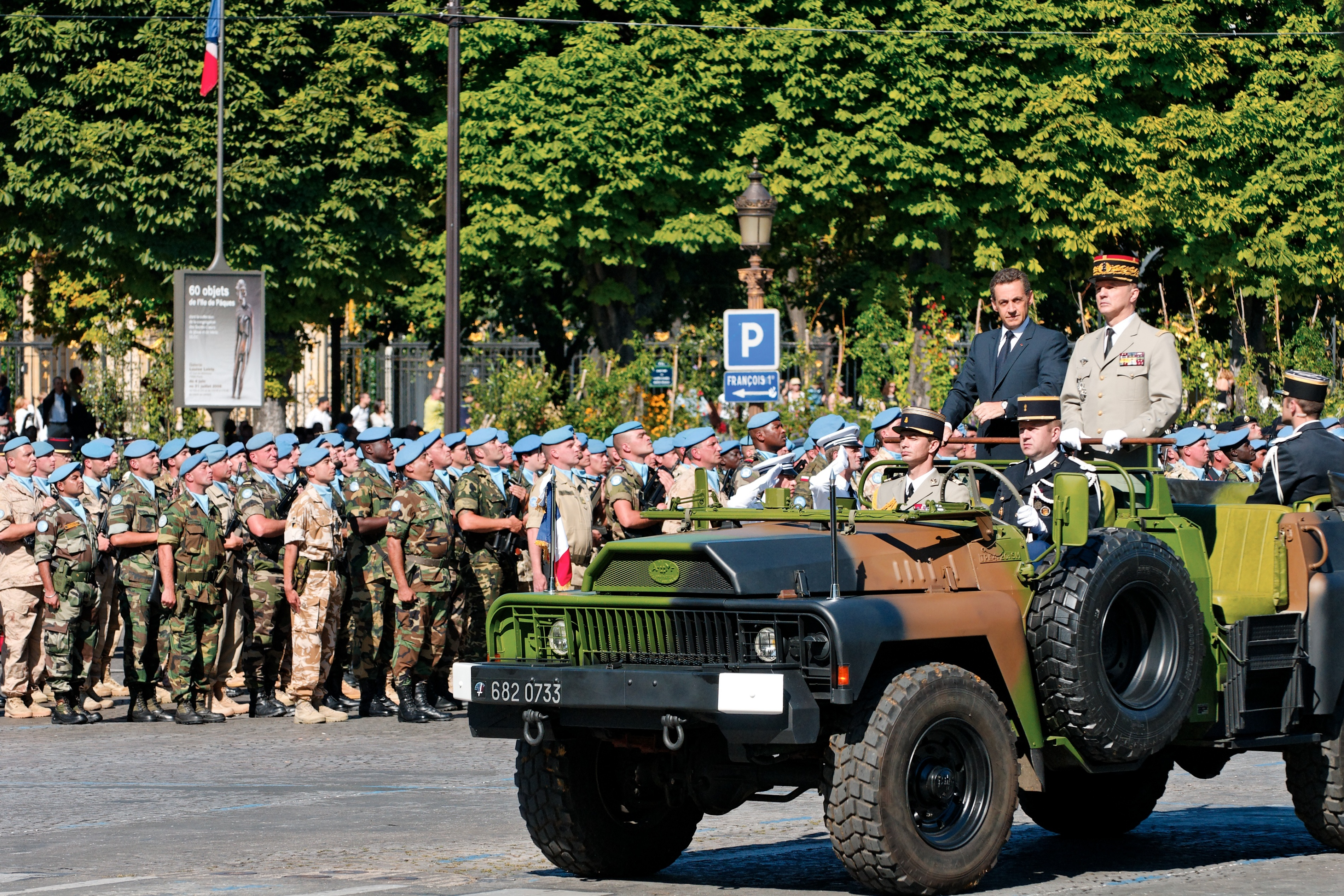
الرئيس نيكولا ساركوزي بجانب رئيس أركان القوات المسلحة جان لويس جورجلين في افتتاح الإستعراض العسكري في 14 يوليو 2008.

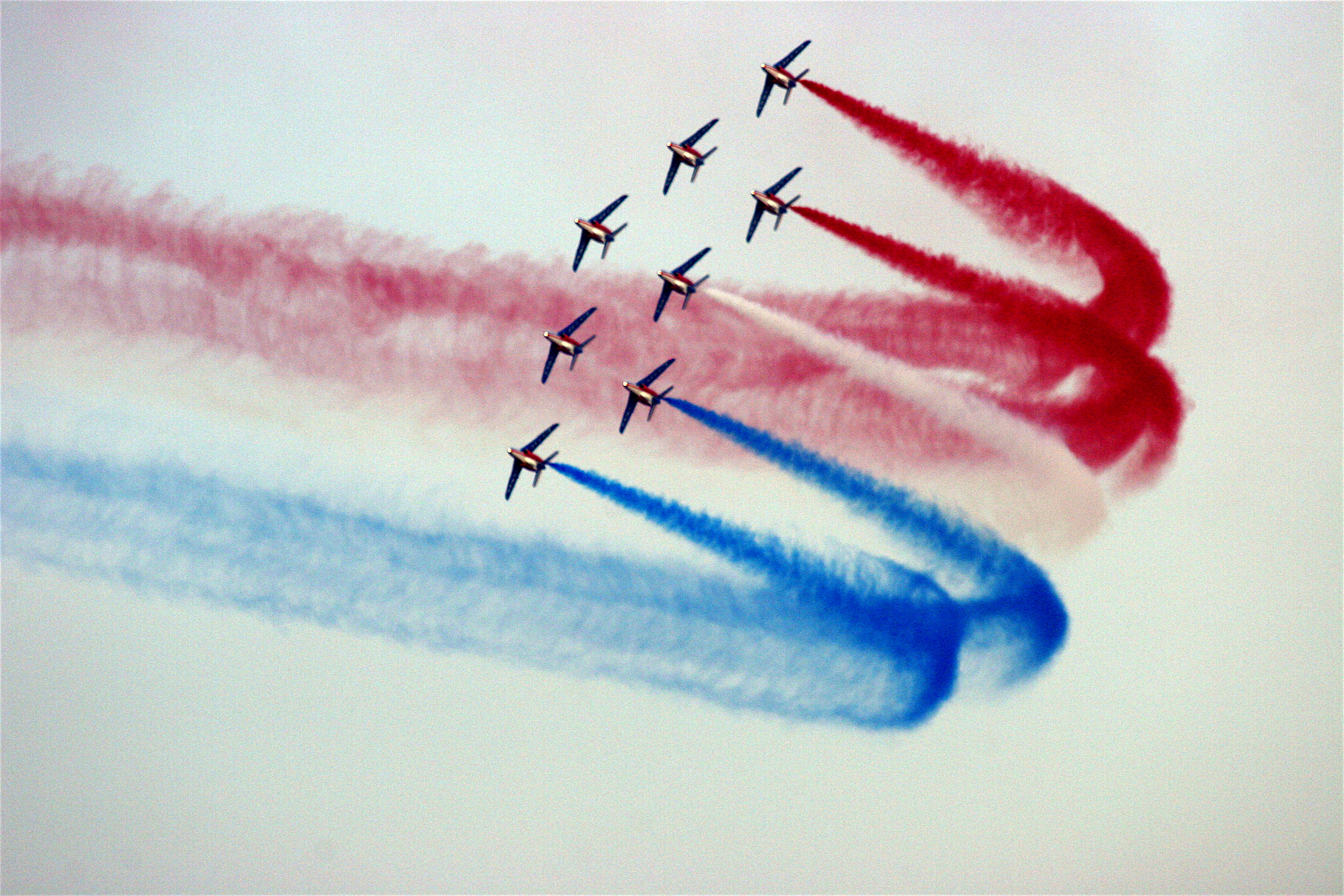
دورية فرنسا في سماء باريس فوق الشانزلزيه خلال الإستعراض العسكري.

يبدأ الإستعراض العسكري بحضور رئيس الجمهورية و رئيس مجلس الشيوخ و رئيس الجمعية العامة و أعضاء الحكومة إضافة إلى سفراء الدول الأجانب و كبار رجال الدولة و كبار المسؤولين في الرئاسة و الدفاع و كلهم يجلسون في المدرج الشرفي (الفخري أو الرئاسي) الذي يقع على منصة موضوعة أمام مسلة الأقصر في قلب ميدان الكونكورد أسفل شارع الشانزلزيه. يمكن أيضا إستدعاء شخصيات عالمية مرموقة كرؤساء الدول و رؤساء المنظمات الدولية الكبيرة و يجلسون بجانب الرئيس في وسط المنصة.

الوحدات العسكرية التي تكون مترجلة و على درجات نارية و على مركبات تسير في شارع الشانزلزيه و تنقسم إلى نصفين أمام المدرج الشرفي بإستثناء الفيلق الأجنبي الفرنسي الذي يستدير يسارا و فرقة فرسان الحرس الجمهوري الذي يستدير يمينا، موسط السرعة لقائدي الدرجات النارية هو 14 كم/س. عرض جوي يقام أيضا فوق هذا الشارع يفتتح عبر طائرات تخرج ألوان العلم الفرنسي و التي تسمى دورية فرنسا.
تحضيرات محاكاة إستعراض 14 يوليو تقام يوم 12 يوليو. الموكب الرسمي يأخذ مكانه في صباح 14 يوليو، هذا الأخير يتقدمه القادة العامين للموكب، و هنا يأتي دور رئيس الجمهورية حيث يخرج من قصر الإليزيه في سيارة الرئاسة وصولا إلى قوس النصر ليركب في شاحنة أكمات ليبدأ رسميا الاحتفال حيث ينزل من أعلى شرع الشانزلزيه وصولا إلى المنصة الشرفية في ساحة الكونكورد محاطا بعدد كبير من فرسان الحرس الجمهوري، و عندما يصل للمنصة الشرفية يحي الحاضرين ثم يستمع و الحاضرون إلى النشيد الوطني الفرنسي ثم إلى موسيقية افتتاحية. يفتح المهرجان بإستعراض جوي ثم يليه المشاة على الأرض.

يختتم الإستعراض بالفيلق الأجنبي الفرنسي الذي يمشي ببطأ أكثر من البقية حيث يقوم ب88 خطوة في الدقيقة على خلاف بقية الوحدات التي تقوم ب120 خطوة في الدقيقة و 140 للألبيني. دورية فرنسا التي تطلق الغازات الملونة التي تمثل علم فرنسا الأزرق، الأبيض و الأحمر تفتح الموكب الجوي. حاكم باريس العسكري يأتي أمام المنصة و يحي رئيس الجمهورية و يرد عليه الرئيس بالتحية كذلك، و بهذا يترك الرئيس الموكب.

عادة ما يستدعي رئيس الجمهورية شخصيات سياسية عالمية، إلى جانب عدة وحدات عسكرية أجنبية تابعة لدول أخرى للمشاركة في الإستعراض، مثلا سنة 1994 مع الفيلق الأوروبي أو سنة 2007 حين استدعى نيكولا ساركوزي ملحق من كل 26 دولة من الاتحاد الأوروبي حيث يشاركون في الموكب عبر الأحرف الأبجدية متبعين بأعلام الدول الأوروبية ال27 و علم الاتحاد. و في سنة 2008، وحدة من قوات حفظ السلام التابعة للأمم المتحدة عبرت شارع الشانزلزيه. و كذلك لأول مرة سنة 2008 نزل المظليون أمام المنصة الشرفية في ساحة الكونكورد و منذ هذه السنة أصبح المظليون ينزلون كل سنة في ختام الإستعراض مع علم فرنسا و يقومون بحركات إستعراضية حيث ينزلون فرادى ثم يلتصقون ببعضهم عموديا حتى ينزلوا كذلك فرادى و يقفون بالعلم أمام المنصة الشرفية.

## الوحدات التي تعبر الشانزلزيه
يوجد أسفله قائمة غير حصرية بالوحدات التي تعبر الشانزلزيه يوم 14 يوليو :

### وحدات المترجلين (المشاة)

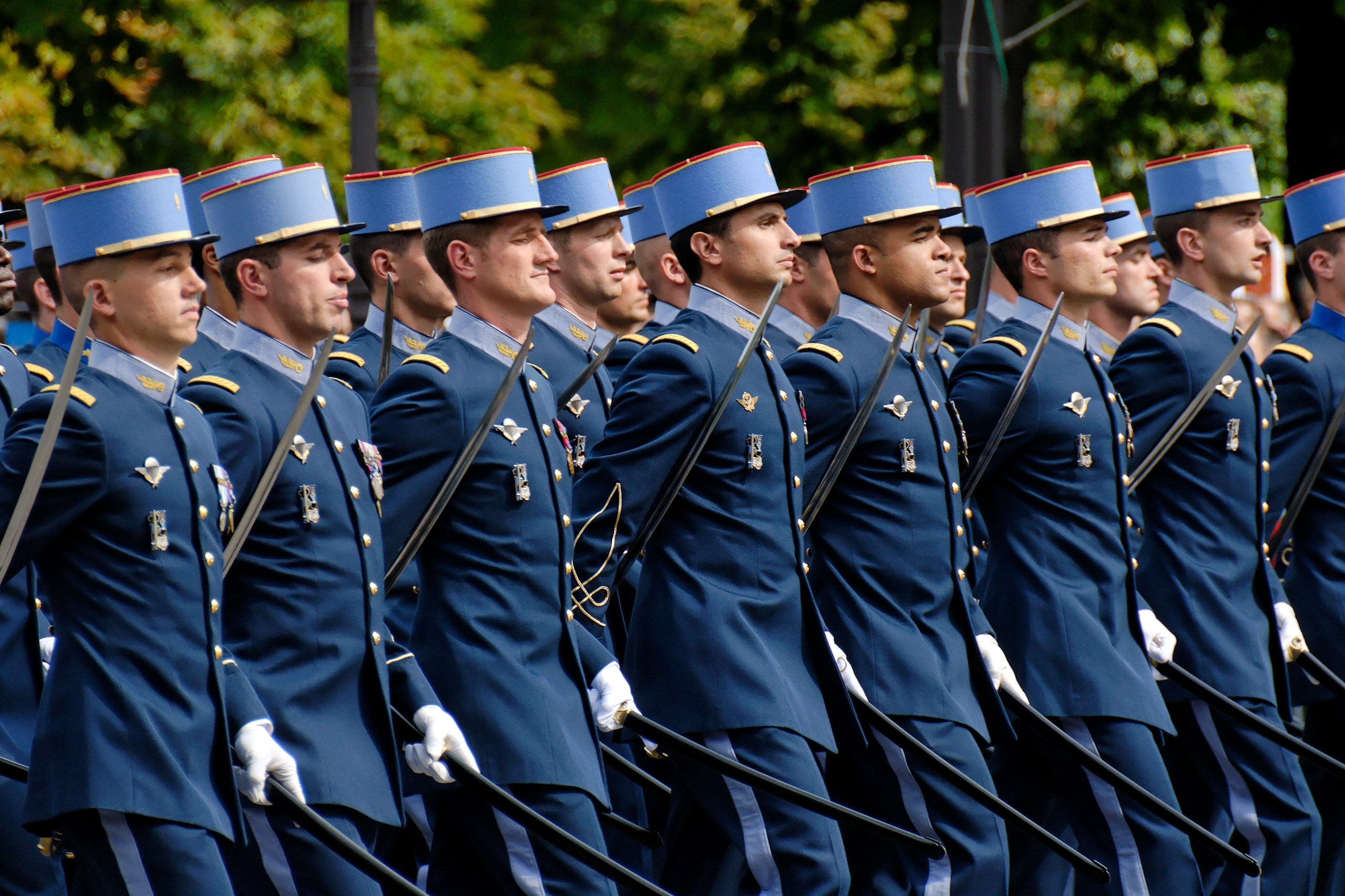
تلامذة المدرسة العسكرية المشتركة في 2007.

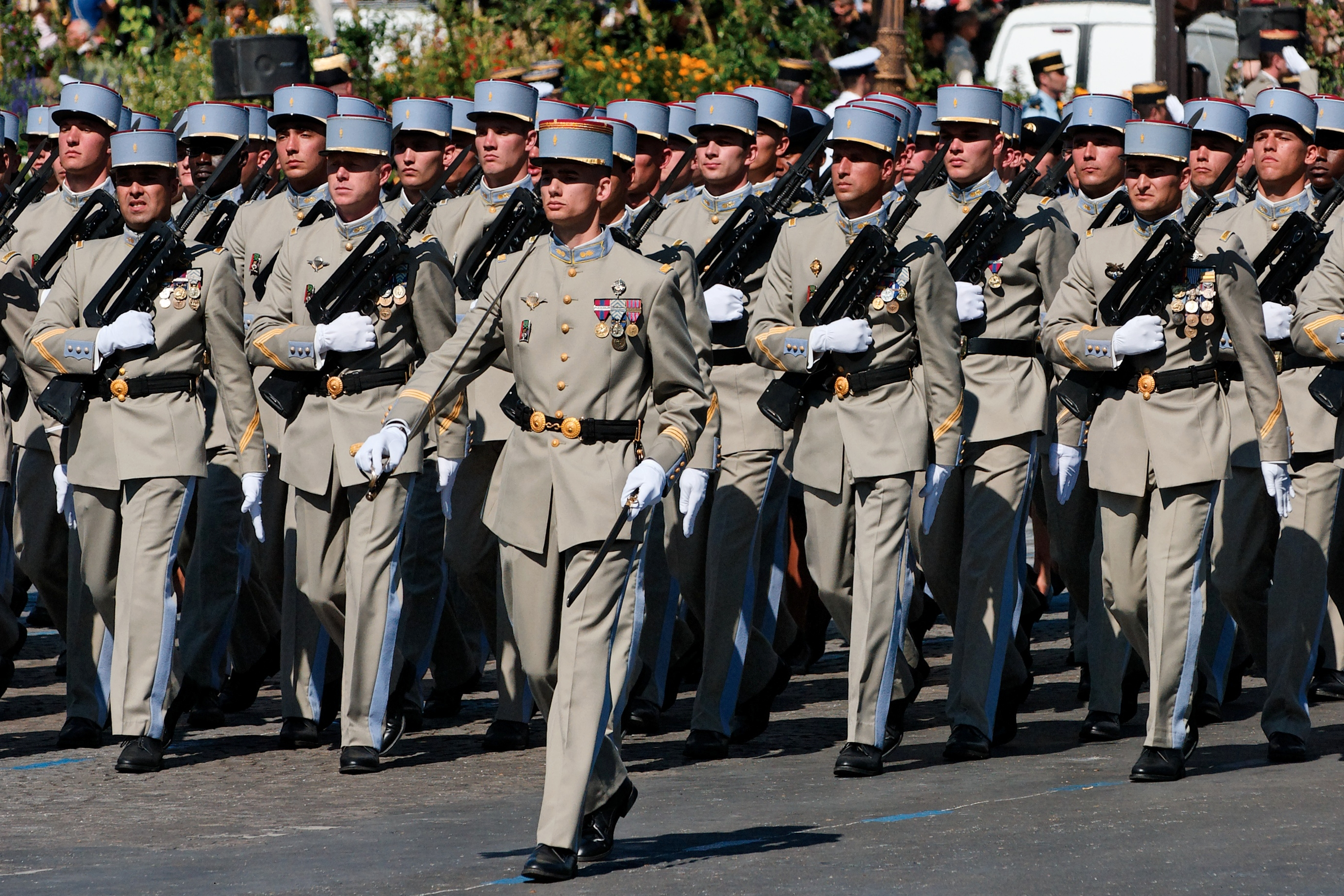
تلامذه المدرسة الوطنية لضباط الصف النشطين سنة 2008.

حوالي 4000 عسكري و مدني (منهم شرطة و رجال إطفاء) يترجلون:
- المدرسة المتعددة التكنولوجية
- مدرسة ضباط الدرك الوطني
- مدرسة سان سير العسكرية
- المدرسة العسكرية المشتركة ومدرسة الإدارة العسكرية
- المدرسة البحرية ومدرسة الأسطول العسكرية
- مدرسة ضباط شرطة البحرية
- مدرسة الجو ومدرسة الجو العسكرية
- مدرسة صحة الجيش
- المدرسة الوطنية لضباط الصف النشطين
- المدرسة الصغيرة
- مدرسة تدريب ضباط الصف للقوات الجوية
- الحرس الجمهوري
- الفوج الأول من طائرات الهليكوبتر المقاتلة
- لواء رجال إطفاء باريس
- كتيبة لواء بحرية رجال الأطفال مرسيليا
- بحارة حاملة طائرات هليكوبتر جان دراك
- المدرسة الوطنية العليا للشرطة
- المدرسة الوطنية العليا لضباط الشرطة
- مدرسة الشرطة الوطنية
- رواد الفيلق الأجنبي الفرنسي
- موسيقى الفيلق الأجنبي الفرنسي
- الفوج الأول الخارجي من الفرسان
- المدرسة الوطنية العليا لضباط رجال الإطفاء

### وحدات الخيالة
حوالي 240 حصان يسيرون مع فرسانهم:
- فرسان الحرس الجمهوري

### وحدات الدرجات النارية و المركبات

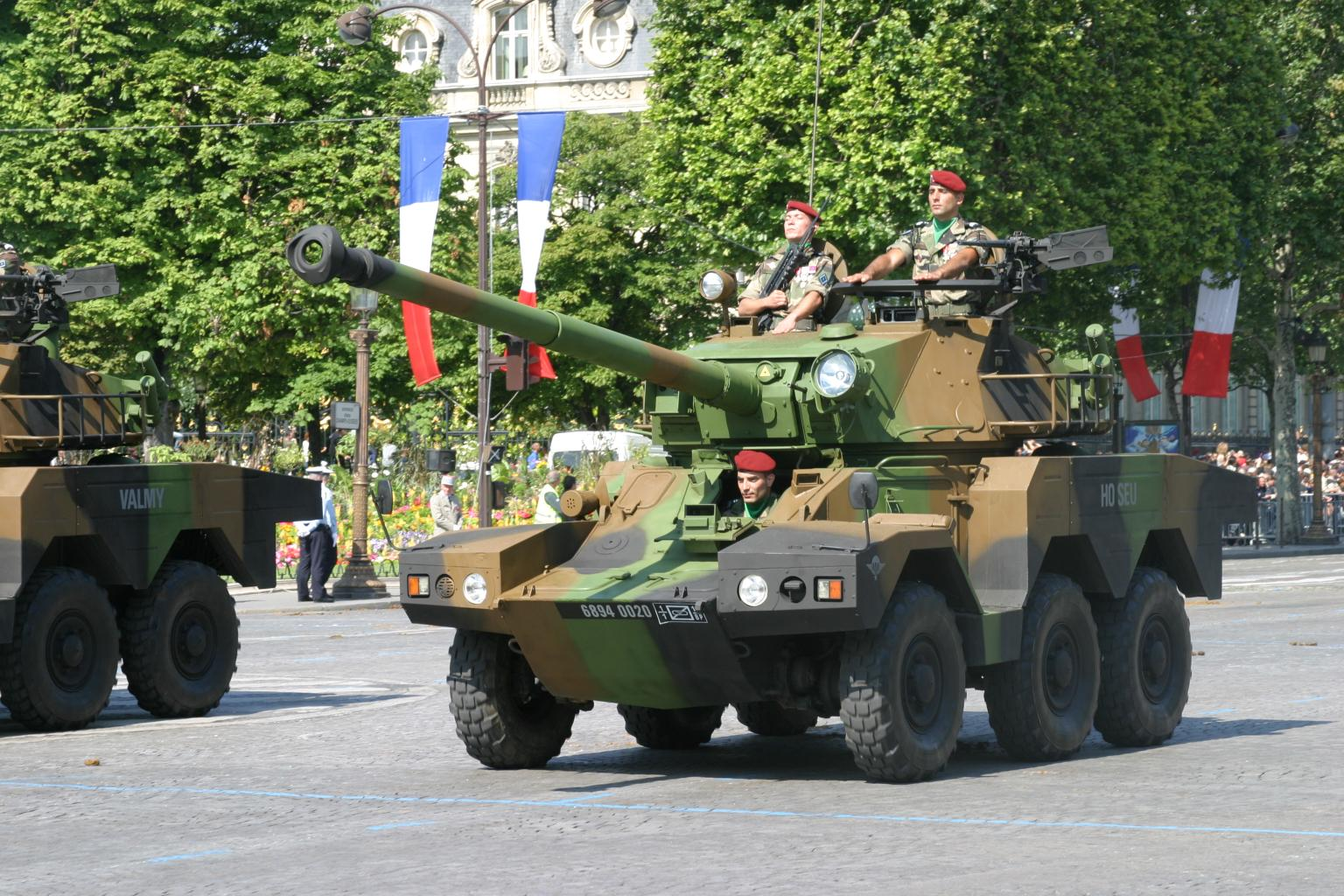
إي أر سي 90 ساغاي تسير فوق الشانزلزيه 2005.

حوالي 460 مركبة منهم 80 دراجة نارية تسير في الموكب :
- قوة عملية
- كتيبة ألبيني
- قيادة القوات البرية
- فوج القطار الفرنسي
- الدرك الوطني
- الفيلق الأجنبي الفرنسي
- القوات المسلحة الفرنسية
- القوات البحرية
- القوات البرية الفرنسية

## الوحدات الجوية

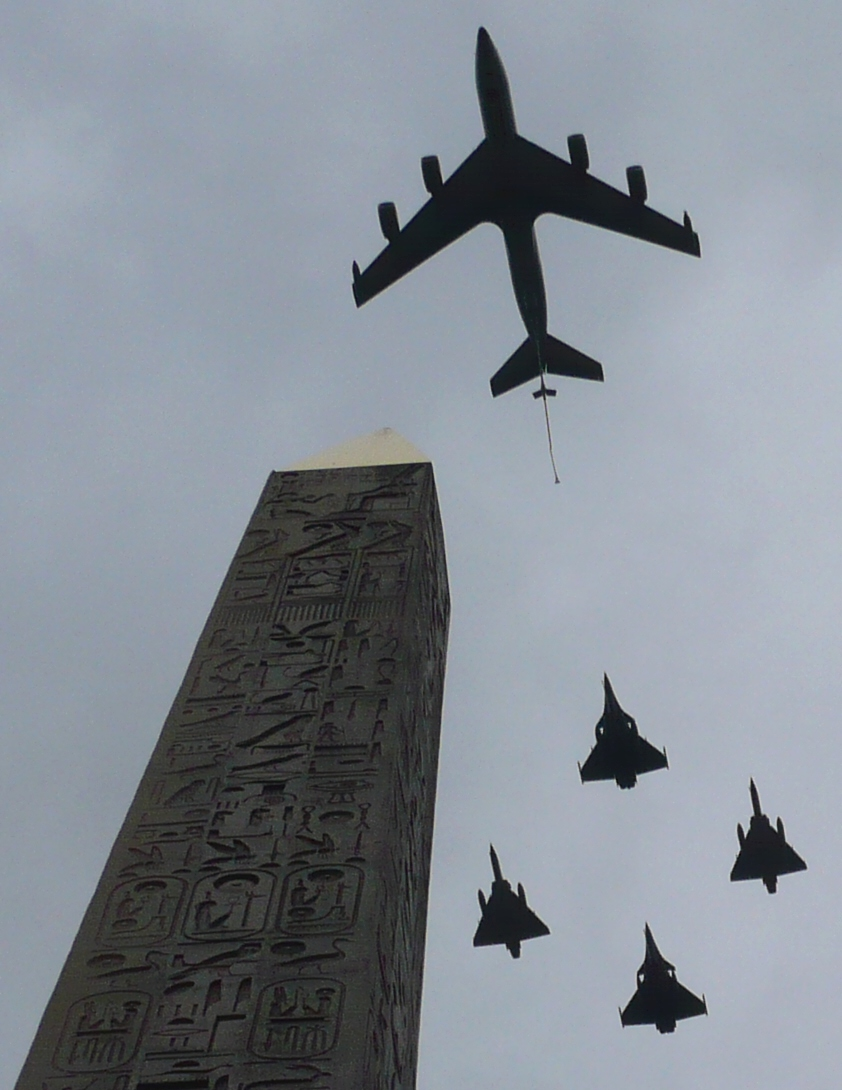
عدة طائرات فوق الشانزلزيه في 2012

موكب الافتتاح يحتوي إلى جانب طائرات ألفا جت التسعة التي تكون دورية فرنسا على حوالي 60 طائرة:
| - إيرباص إيه 400إم - بوينغ سي-135 ستراتوليفتر - بوينغ إي-3 سينتري (AWACS) - سي 160 ترانسال - داسو ميراج 2000 - داسو ميراج إف1 - داسو رافال - داسو سوبر اتندارد - يوروكوبتر إيه إس 350 | - يوروكوبتر تايغر - ايروسباسيال أس إيه 330 بوما - داسو فالكون 50 - إيروسباسيال غازيل - إي - 2 هوك آي - لوكهيد سي-130 هيركوليز - ويستلاند لينكس - يوروكوبتر إيه إس 565 بانثر - أيروسباسيال سا 321 سوبر فريلون |

## إمتيازات بعض السنوات

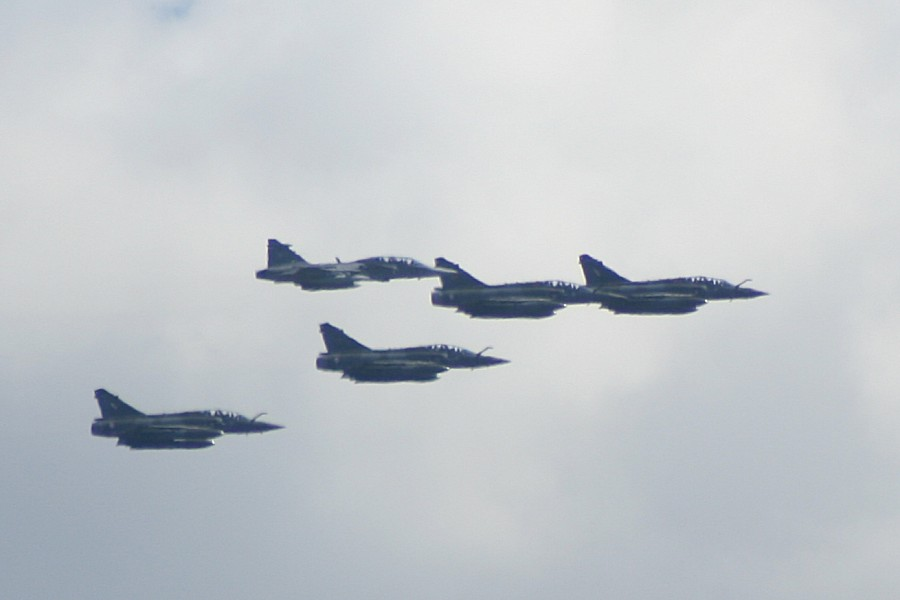
أربعة طائرات داسو ميراج 2000 مع طائرة مجرية ساب جاس-39 غربين

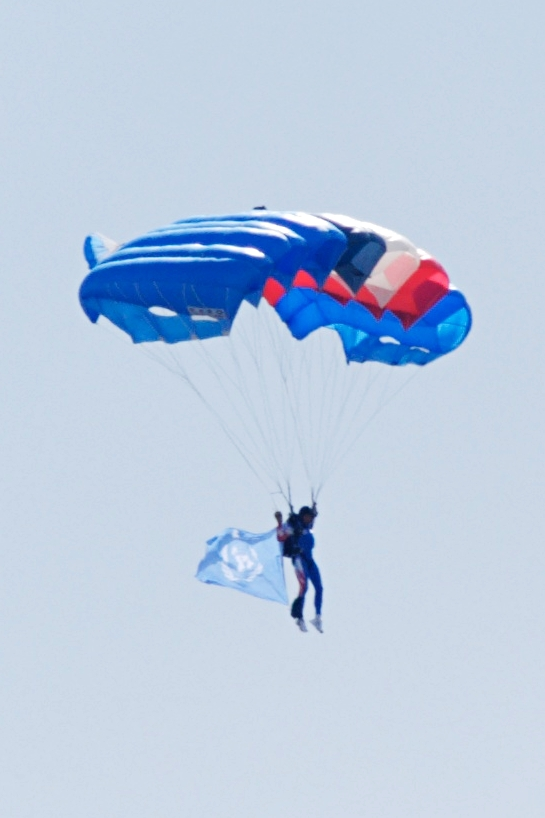
مظلي يحمل علم الأمم المتحدة بصدد النزول في ساحة الكونكورد في 14 يوليو 2008

- 1971: النساء تشارك لأول مرة في المواكب.
- 1982: الإستعراض أقيم في المساء.
- 1984: بمناسبة مرور 40 سنة على إنزالات نورماندي سنة 1944، بوينغ بي-17 القلعة الطائرة تعيد التحليق ثانية حيث أنها مازالت تعمل و في وضع جيد، و أيضا محاطة بطائرتين من دوغلاس دي سي-3.
- 1989: الذكرى المئوية الثانية للثورة.
- 1994: جنود من الفيلق الأوروبي بينهم ألمان يشاركون في الإستعراض بدعوة من فرنسوا ميتيران، و تعتبر قرارا تاريخيا لأنه تصالح بين ألمانيا و فرنسا بعد توحيد ألمانيا.
- 1996: وحدات من الشرطة الوطنية تشارك لأول مرة في الإستعراض.
- 1999: الحرس الملكي المغربي يشارك في الإستعراض بحضور الملك الحسن الثاني بن محمد و تعتبر هذه أول مشاركة خارجية ذاتية بعد مشاركة المملكة المتحدة سنة 1939.
- 2002: طلاب الأكاديمية العسكرية الأمريكية يشاركون لأول مرة بمناسبة المئوية الثانية لوسام جوقة الشرف.
- 2004: بمناسبة مئوية الوفاق الودي، وحدات بريطانية تشارك في الموكب، فرقة البحرية الملكية، حرس رماة القنابل، مدفعية الأحصنة الملكية وفوج خيالة الفرسان المنزلية يعبرون الشانزلزيه، تحت السهام الحمر لتابعين للقوات الجوية الملكية.
- 2005: بحضور الرئيس البرازيلي لويس إيناسيو لولا دا سيلفا، فرقتين برزايليتين تشاركان في الموكب و هما موسيقيي مشاة البحرية و طلاب أكاديمية السهام السوداء العسكرية، بينما أنتهى الإستعراض بسرب الدخان الذي ينتمي للقوات الجوية البرازيلية.
- 2007:
  - لإحياء الذكرى المئوية لاختراع المروحية، كان من المقرر أن يقوم الجيش و الدرك بتحليق 100 طائرة هليكوبتر و لكن في النهاية 40 فقط حلقت في الشانزلزيه.
  - نيكولا ساركوزي يستدعي ملحق من كل 26 دولة من الاتحاد الأوروبي حيث يشاركون في الموكب عبر الأحرف الأبجدية متبعين بأعلام الدول الأوروبية ال27 و علم الاتحاد. و أصبح العدد الإجمالي للفريق الأوروبي 838 ضابط، و ضابط صف، و عسكري بينهم 7 نساء. و حضر كل من دوراو باروسو رئيس المفوضية الأوروبية وجوزيه سوكراتيس رئيس وزراء البرتغال هذا الإستعراض.
- 2008:
  - بمناسبة تأسيس الاتحاد من أجل المتوسط، حضر العديد من الرؤساء و رؤساء وزراء دول الاتحاد الأوروبي إلى جانب رئيس المفوضية الأوروبية و أغلب رؤساء الدول المطلة على البحر الأبيض المتوسط.
  - بمناسبة الذكرى الستين للإعلان العالمي لحقوق الإنسان، قرأ نص الإعلان من قبل الكوميدي كاد مراد، مع عسكريين من قوات حفظ السلام و كان هذا بإشراف الأمين العام للأمم المتحدة بان كي مون الذي كان مدعو الشرف.
  - للمرة الأولى في تاريخ الإستعراض، 7 مظليين يحلقون في سماء باريس و ينزلون أمام المنصة الشرفية و يحملوا ثلاثة أعلام، علم فرنسا و علم الاتحاد الأوروبي و علم الأمم المتحدة.
  - جوقة شباب رجال الإطفاء القادمين من بوي دو دوم ينشدون النشيد الوطني الفرنسي إلى جانب جوقة الدرك الوطني، و هذه أول مرة يحضر فيها شباب رجال الإطفاء.
- 2009: الهند تحضر رسميا بإستدعاء من الرئيس الفرنسي، ثلاثة كتائب من جيش البر و من البحرية و من جيش الجو يشاركون في الإستعراضات و يشكلون بهذا 450 جندي بلبسهم التقليدي العسكري الوطني و موسيقتهم و مروحياتهم.
- 2010: إستدعاء 13 دولة من إفريقيا جنوب الصحراء كانت مستعمرات فرنسية سابقة و تشارك في الإستعراض.
- 2011:
  - تعزيز مكانة مقاطعات وأقاليم ما وراء البحار الفرنسية و مشاركتها في الإستعراض بافتتاحها له بالنشيد الوطني.
  - الذكرى المئوية الثانية للواء رجال إطفاء باريس، و القيام بعرض رقص إيقاعي في أخر الإستعراض.
  - بعض الكتائب العسكرية تسيي بالغناء.
- 2013:
  - افتتاح الإستعراض بمشاركة مالي و بسبب عملية سرفال التي تقوم بها فرنسا في البلد ضد تمرد الطوارق و ضد الحركة الوطنية لتحرير أزواد و كذلك ضد حركة أنصار الدين السلفية، و قد شارك هنا رئيس مالي المؤقت ديونكوندا تراوري.
  - مشاركة كرواتيا الدولة الثامنة و العشرين في الاتحاد الأوروبي منذ 1 يوليو، و مشاركة رئيس كرواتيا إيفو يجوسيبوفيتش.
- 2014: للاحتفال بمؤية الحرب العالمية الثانية، تم استدعاء 80 دولة للمشاركة.
- 2015:
  - لأول مرة ولشرف تدخلهم في الهجمات الإرهابية في يناير 2015 في فرنسا،فرق بحث، مساعدة، تدخل، ردع، فرقة التدخل للدرك الوطني، فرقة البحث والتدخل شاركت في الاستعراض.
  - طائرات مكافحة الحرائق الجوية شاركت أيضا، حيث كانت طائرة بيتشكرافت سوبر كينج إير وطائرتين كنداير سي أل-415 شاركوا في الاستعراض.
  - المكسيك كانت هي البلد الضيف وحضر الرئيس المكسيكي إنريكه بينيا نييتو، وشاركت وحدة مكونة من مختلف مكونات الجيش المكسيكي في الاستعراض ب154 عنصر.

## حوادث
- حتى سنة 1984، مرور المدرعات و المركبات المصفحة و الثقيلة، تأثر سلبا على الأثار و المنحوتات الموجودة في ساحة الكونكورد مثل خيول مارلي و تم نقل الأثار الأصلية إلى متحف اللوفر و وضع نسخ منقولة في أمكنة النسخ الأصلية المنقولة.
- 14 يوليو 2002، رئيس الجمهورية الفرنسية جاك شيراك ينجو من الاغتيال من طرف اليميني المتطرف ماكسيم برونيري الذي أطلق النار عليه من وسط الجماهير استعمال بندقية.
- 14 يوليو 2012، عند أول إستعراض بحضور رئيس الجمهورية الفرنسية فرانسوا أولاند، المظلي الفرنسي جان ميشال بوليه أصيب أثناء هبوطه أمام المنصة الرئاسية و نقل المظلي بعيد بأمتار عن المنصة و لكن الرئيس أولاند تبعه و حياه و تكلم معه كبقاي زملائه الذين قفزوا معه.

## معرض الصور

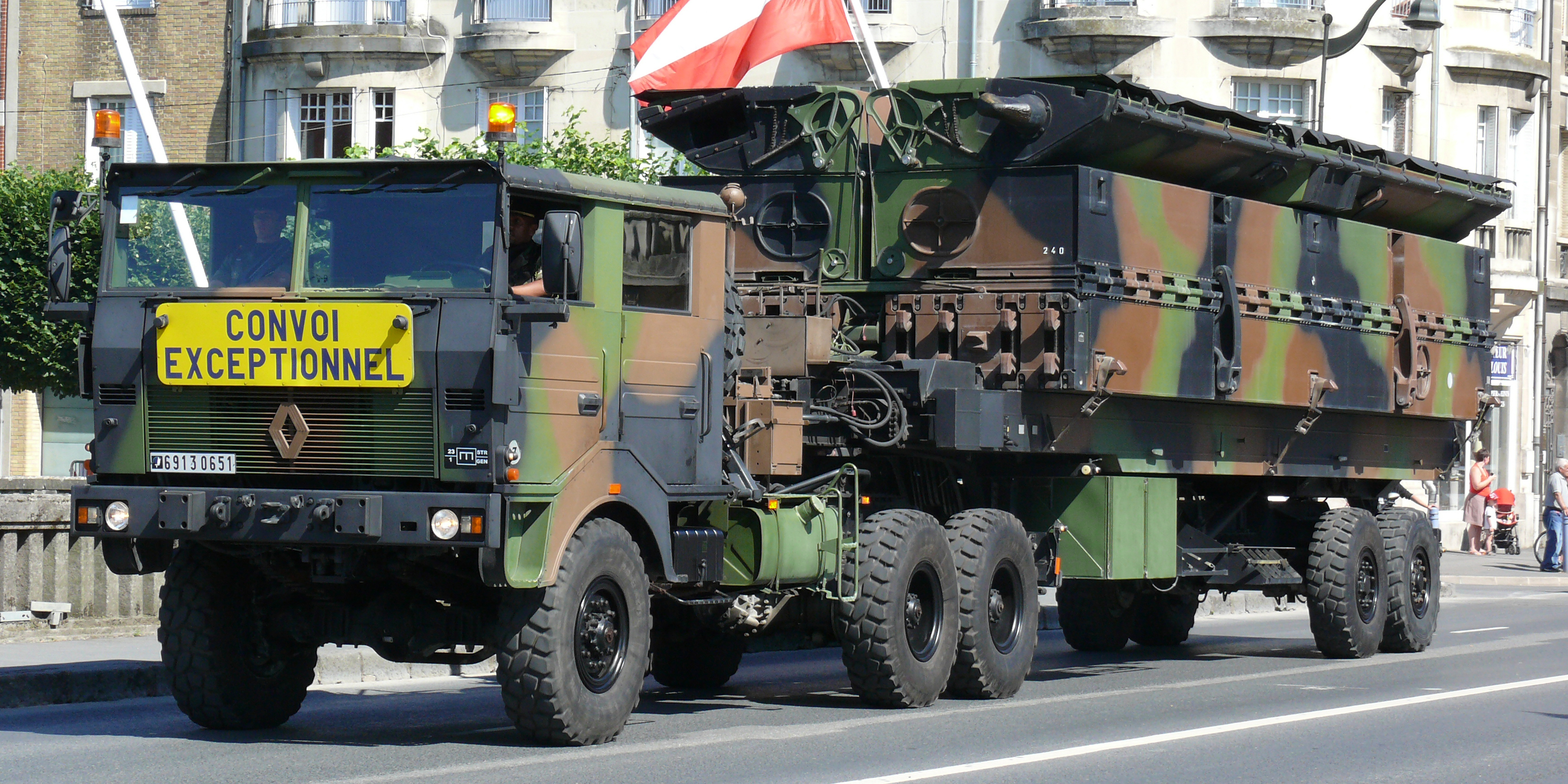
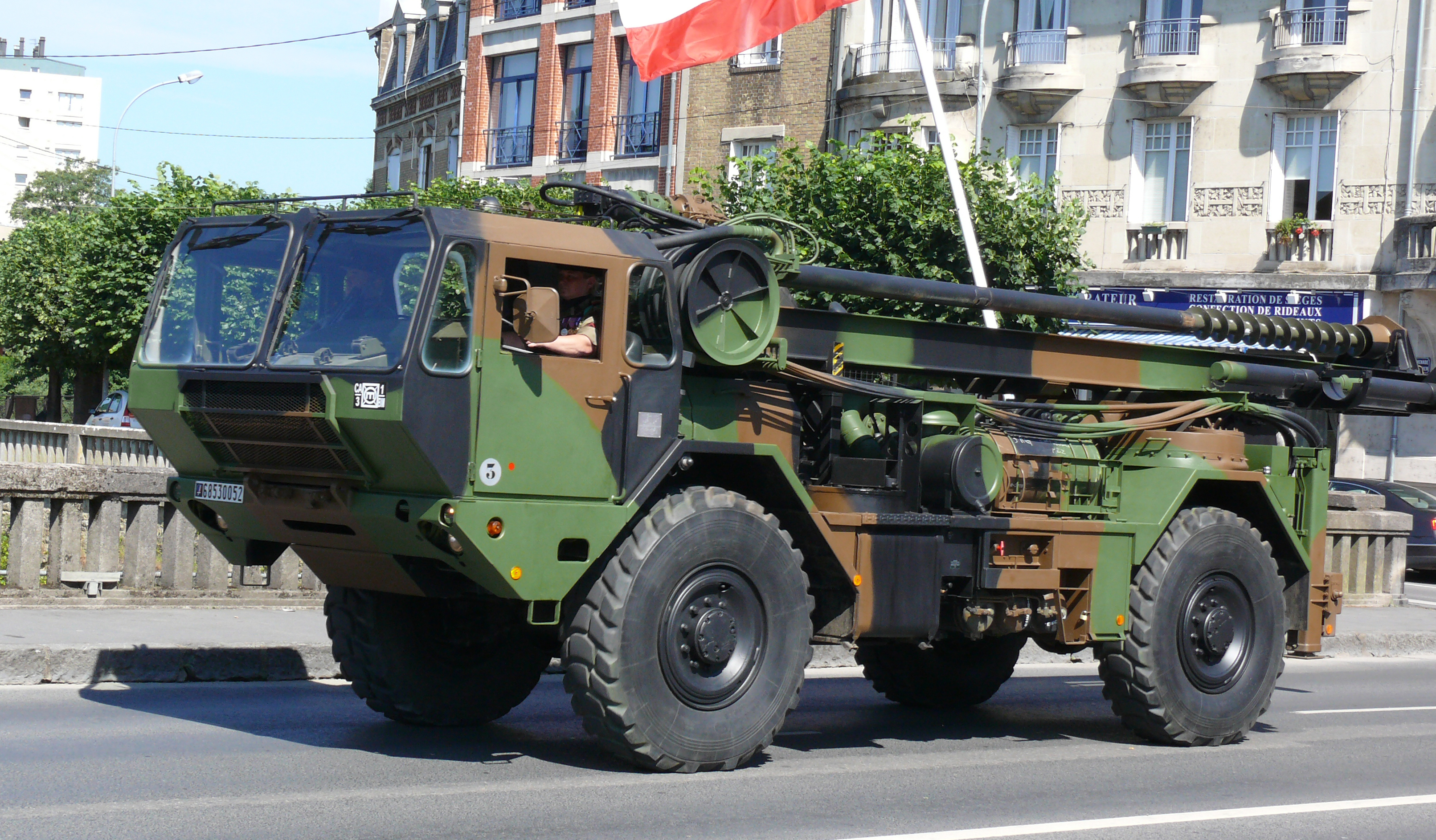
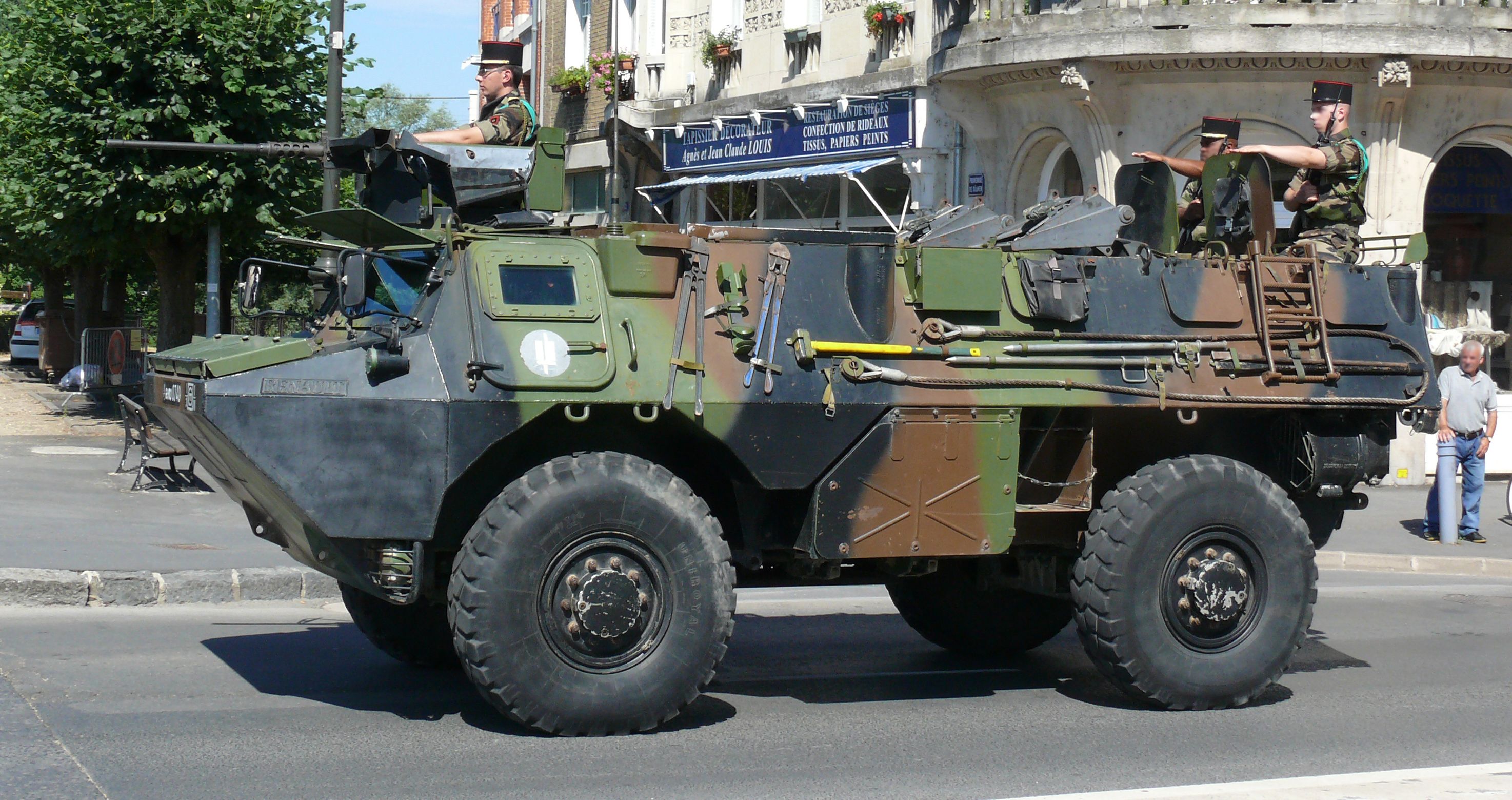
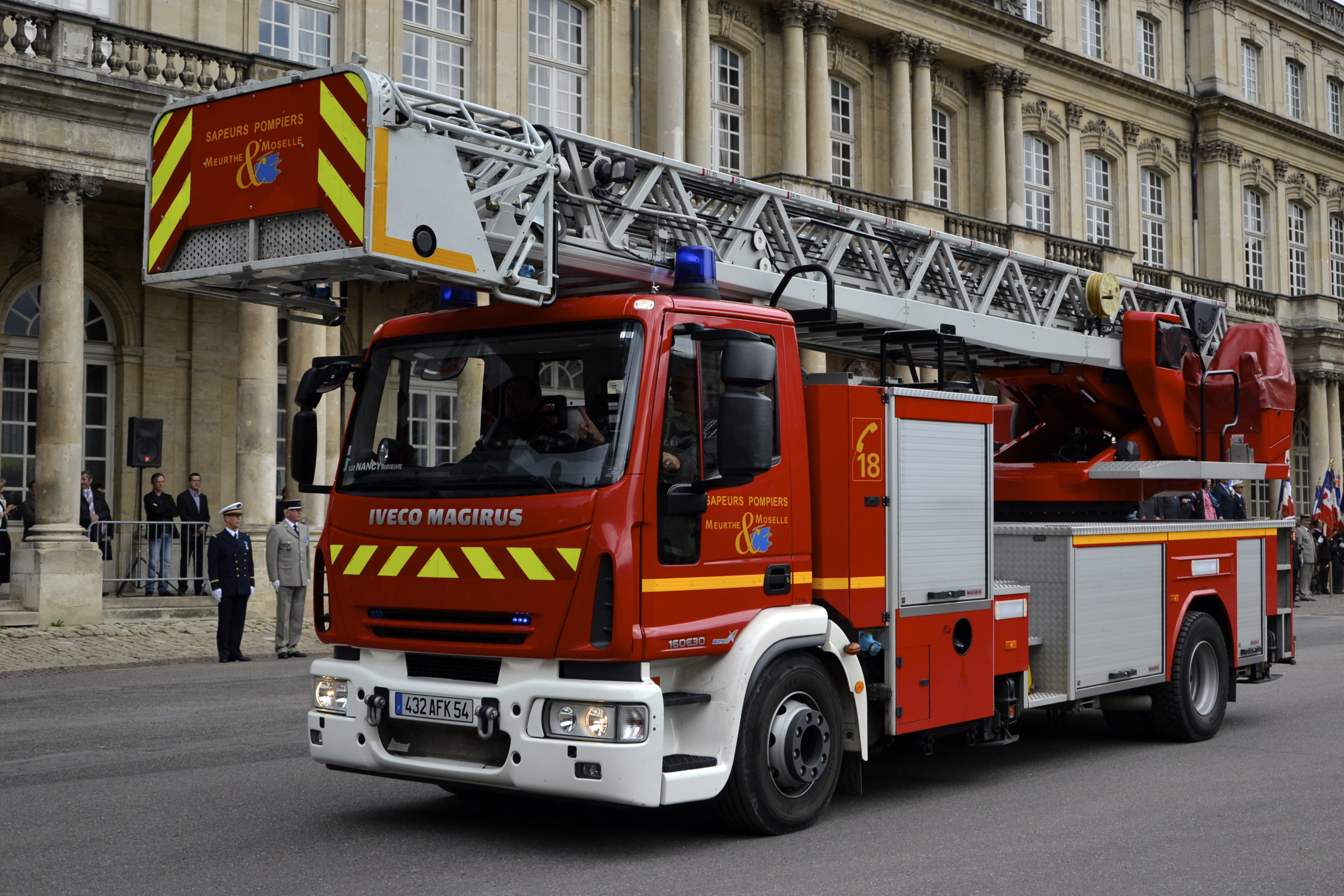
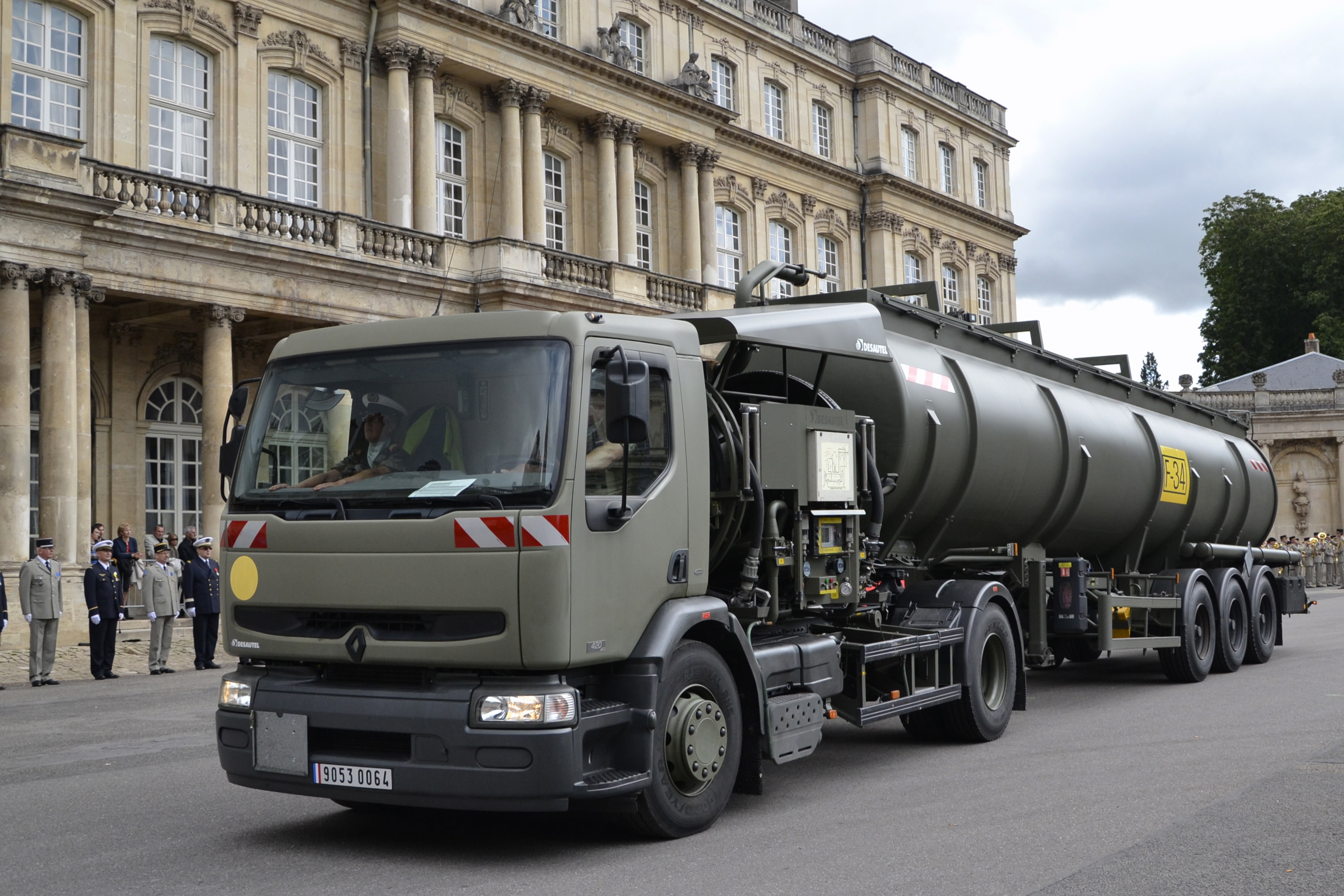
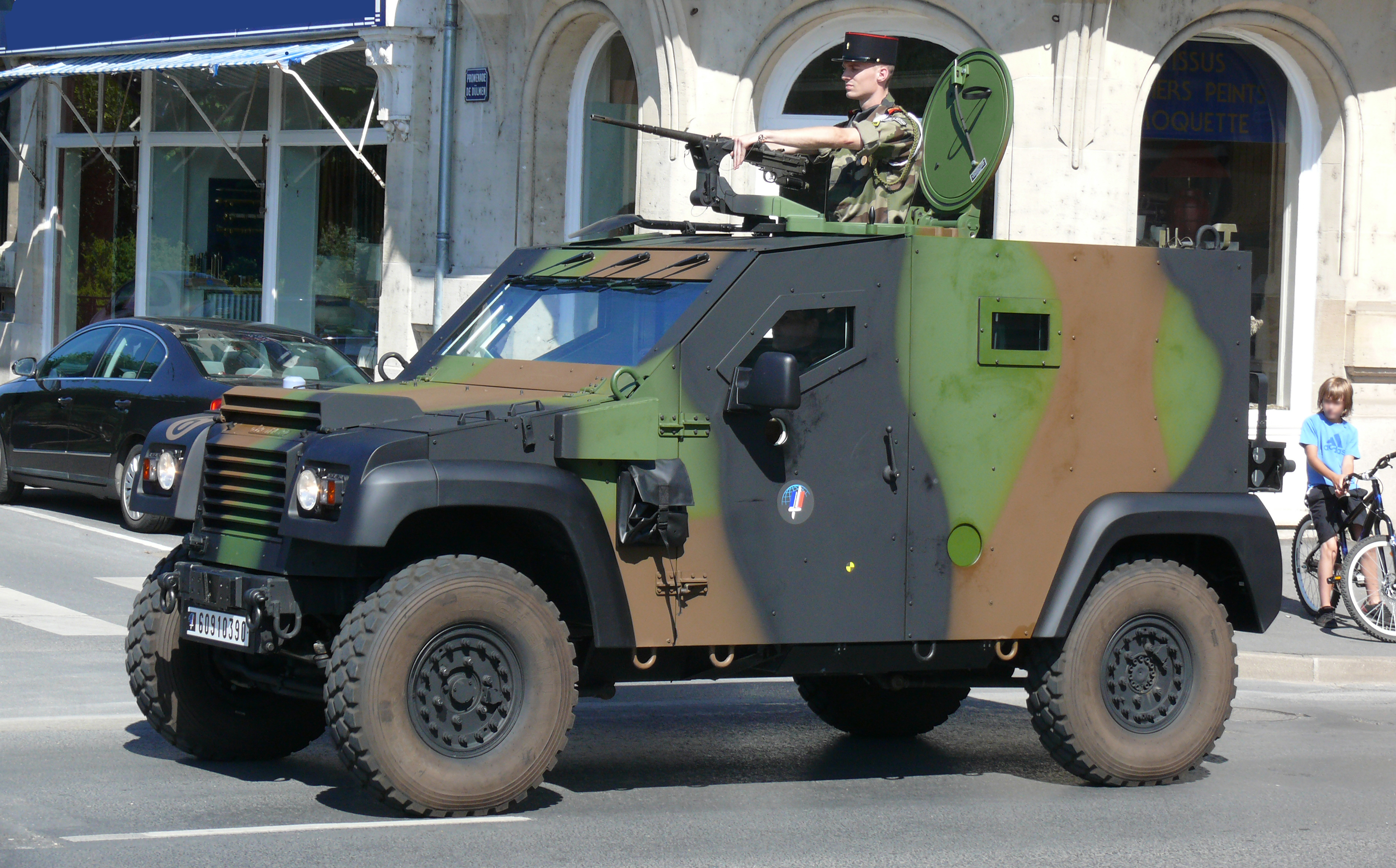
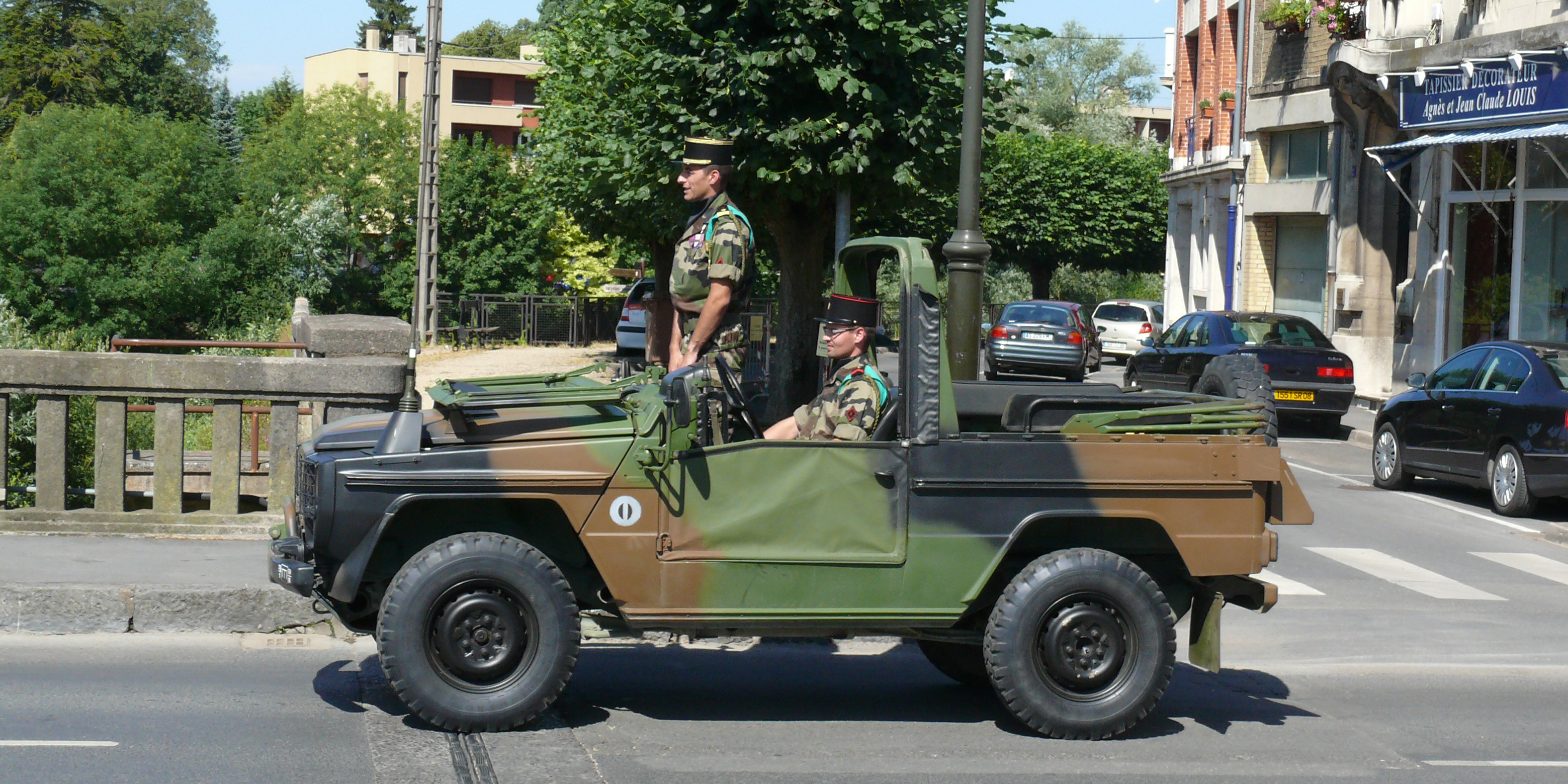
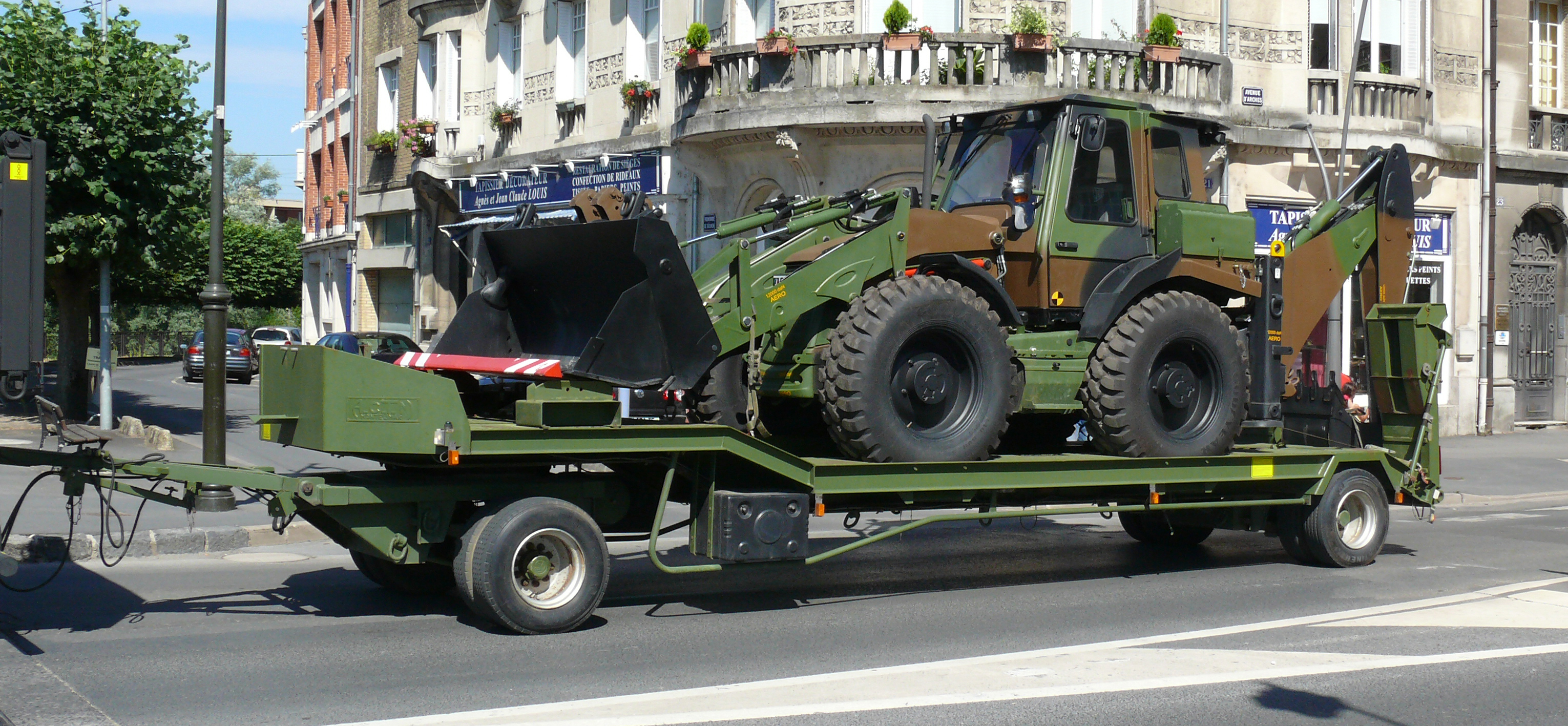
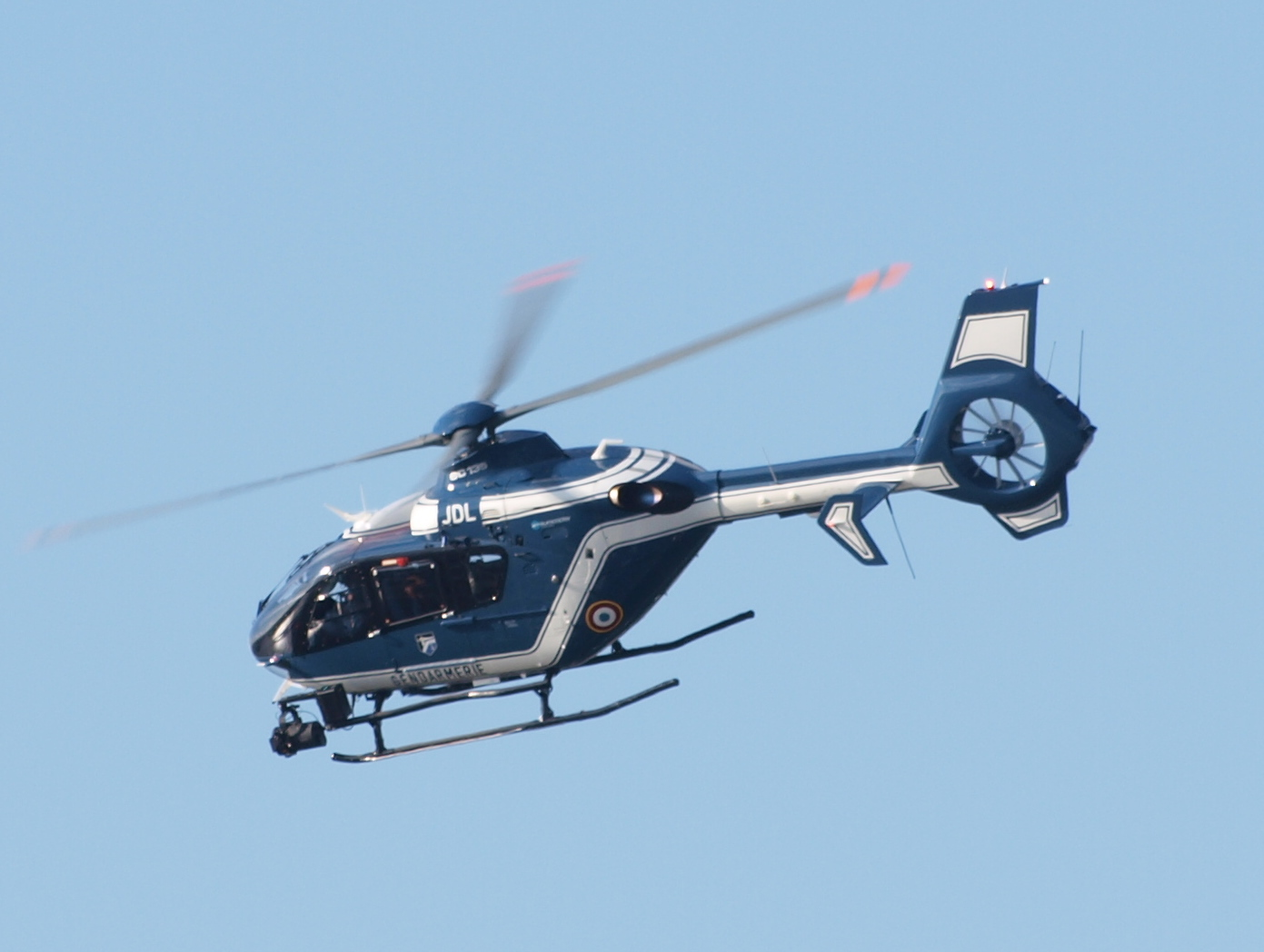
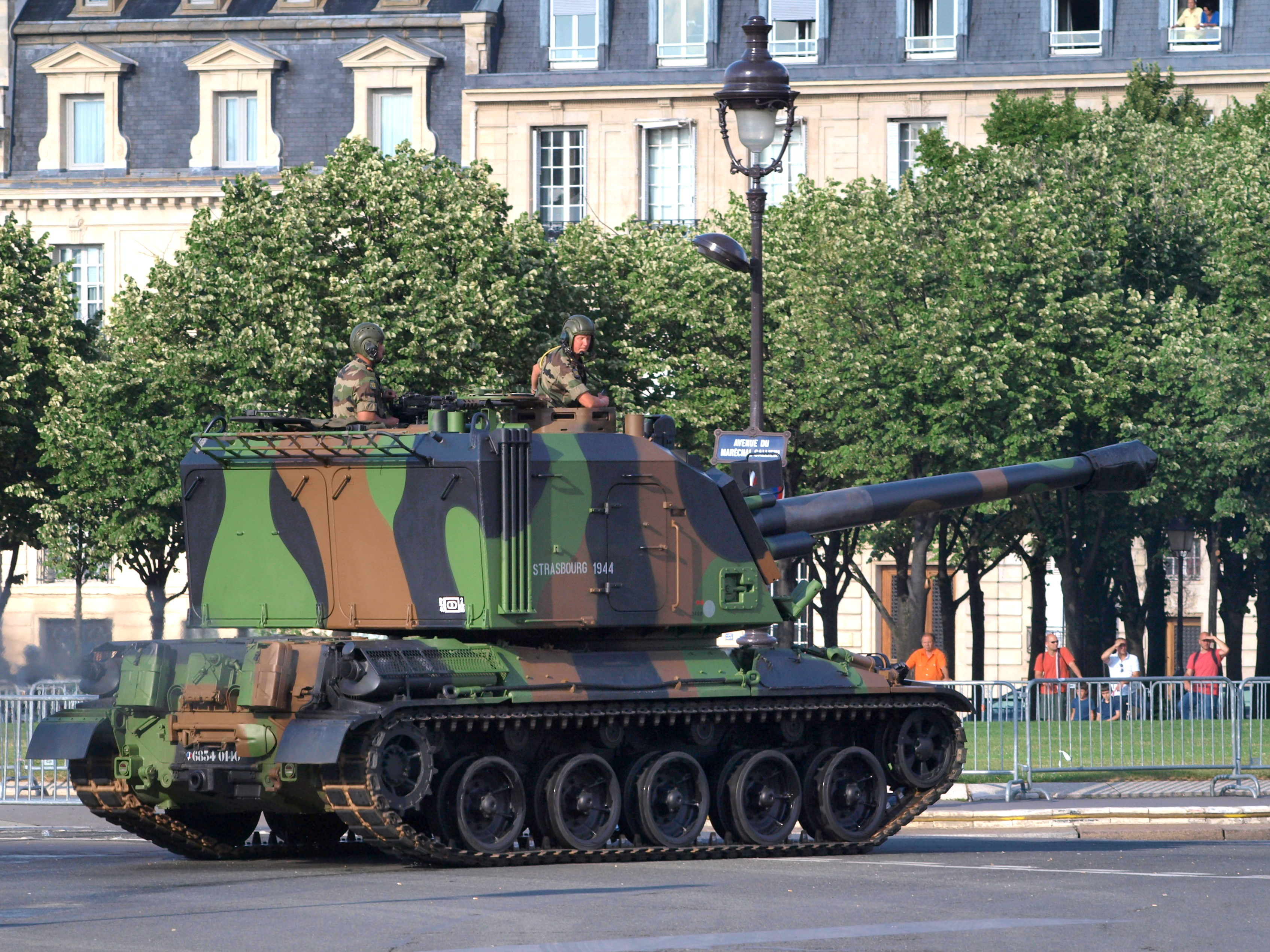
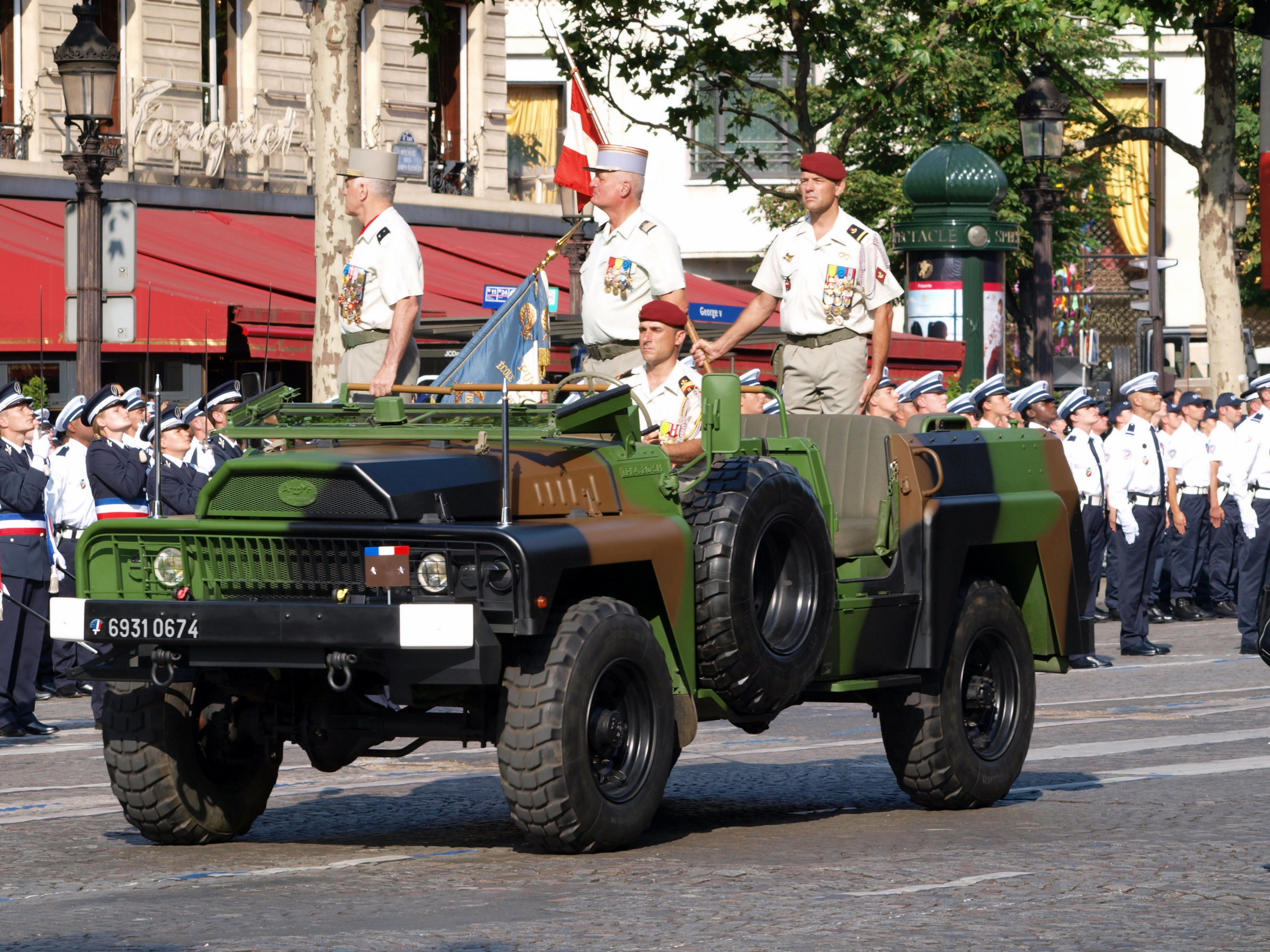
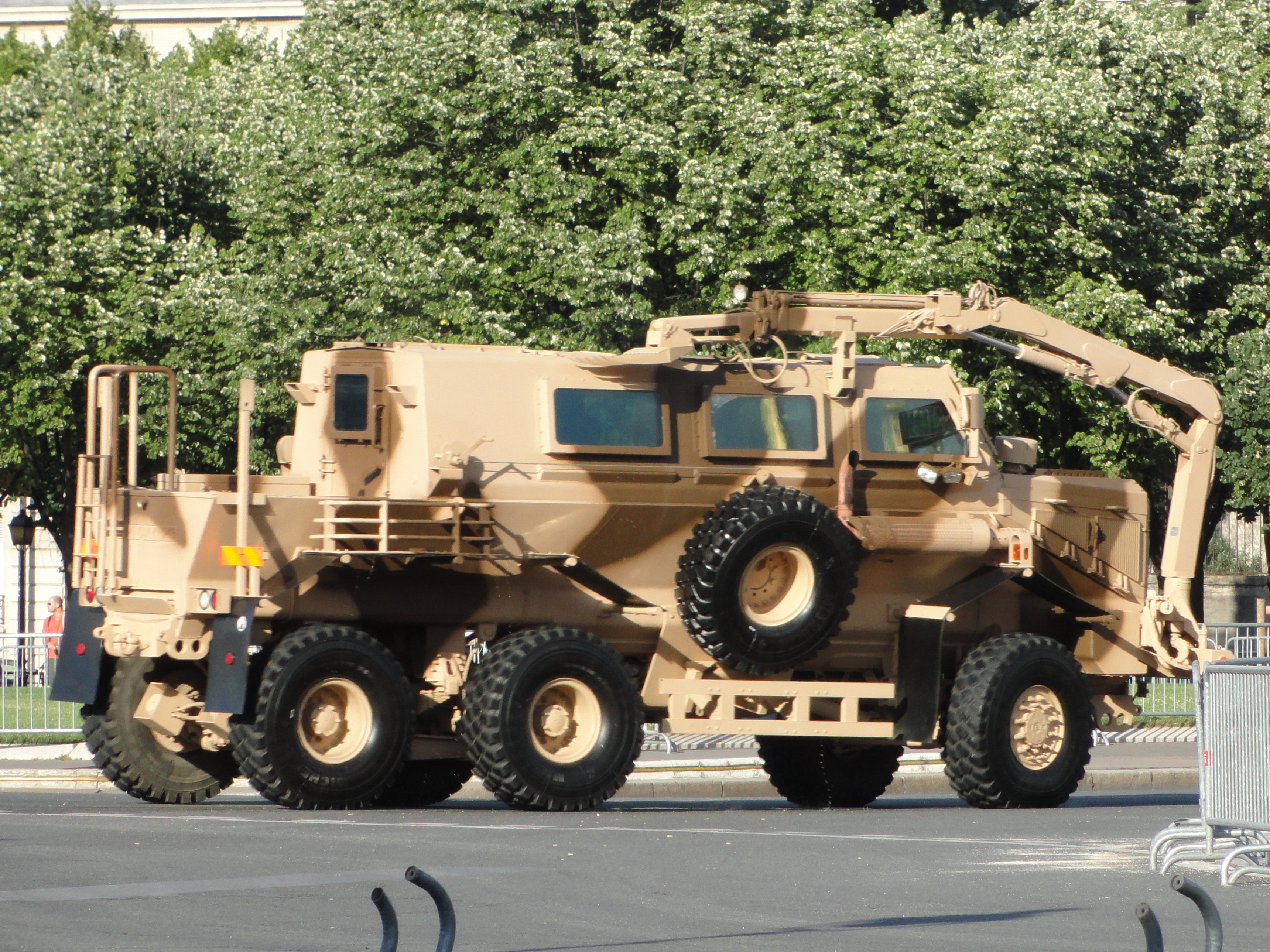
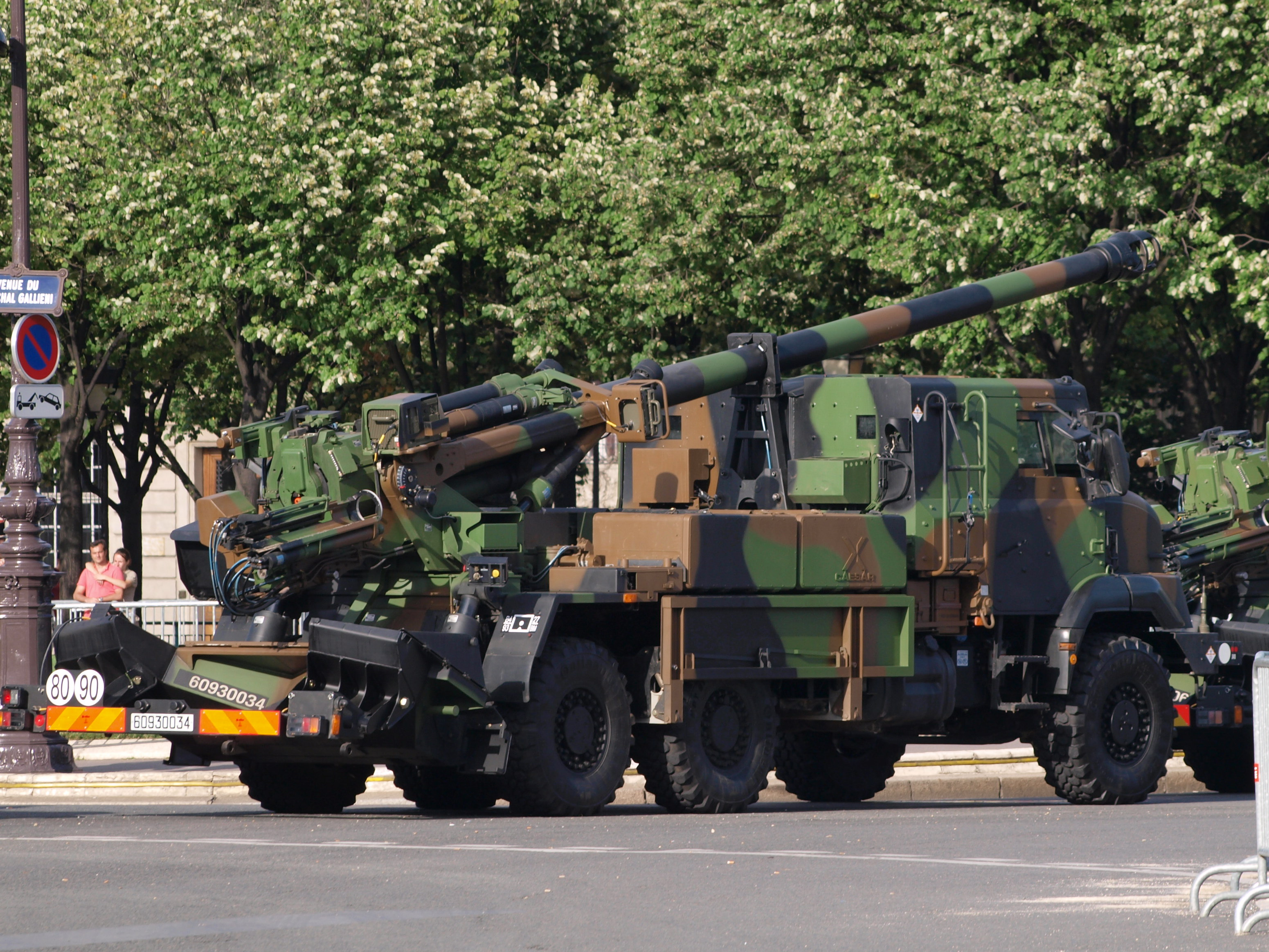
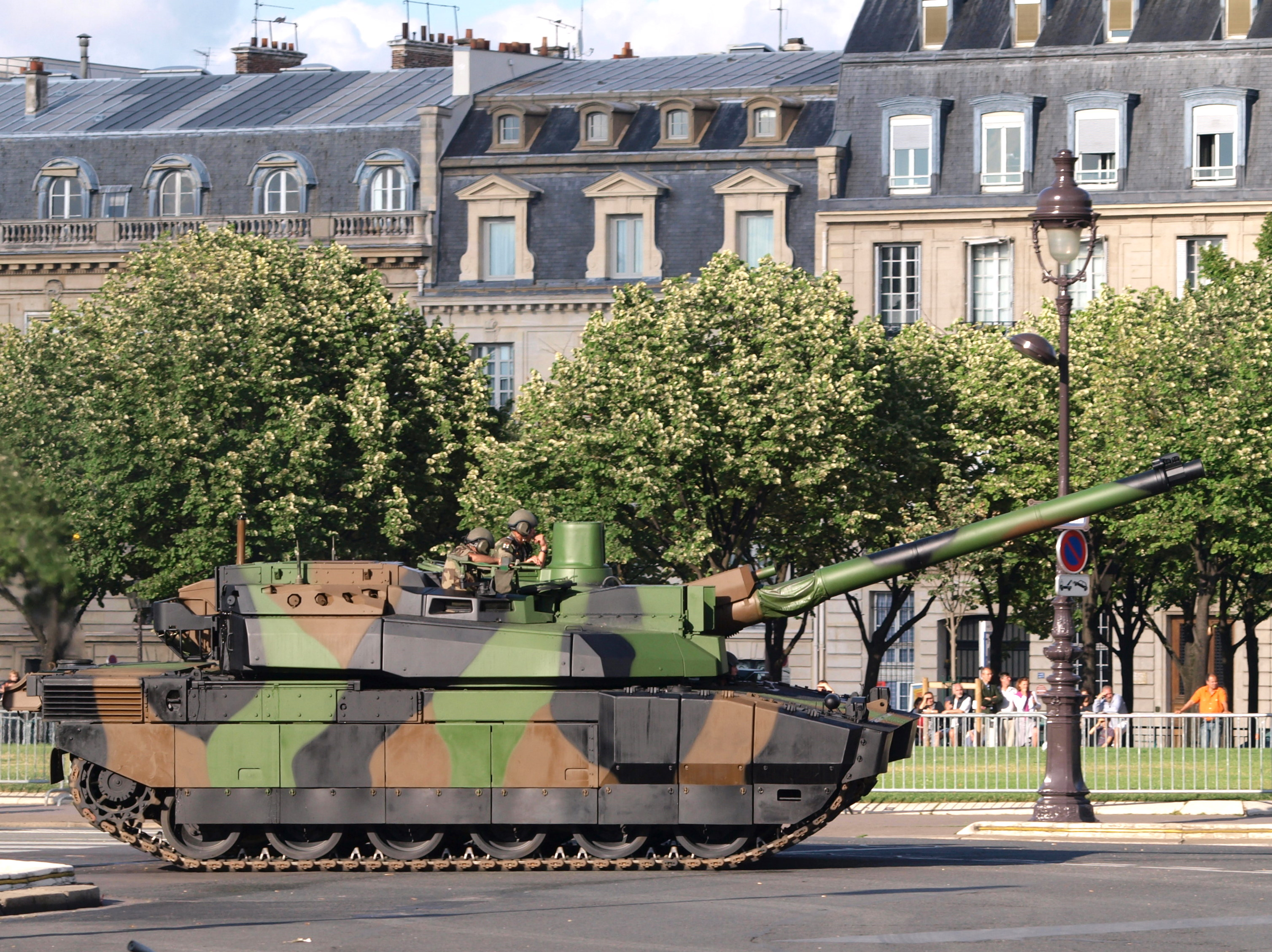
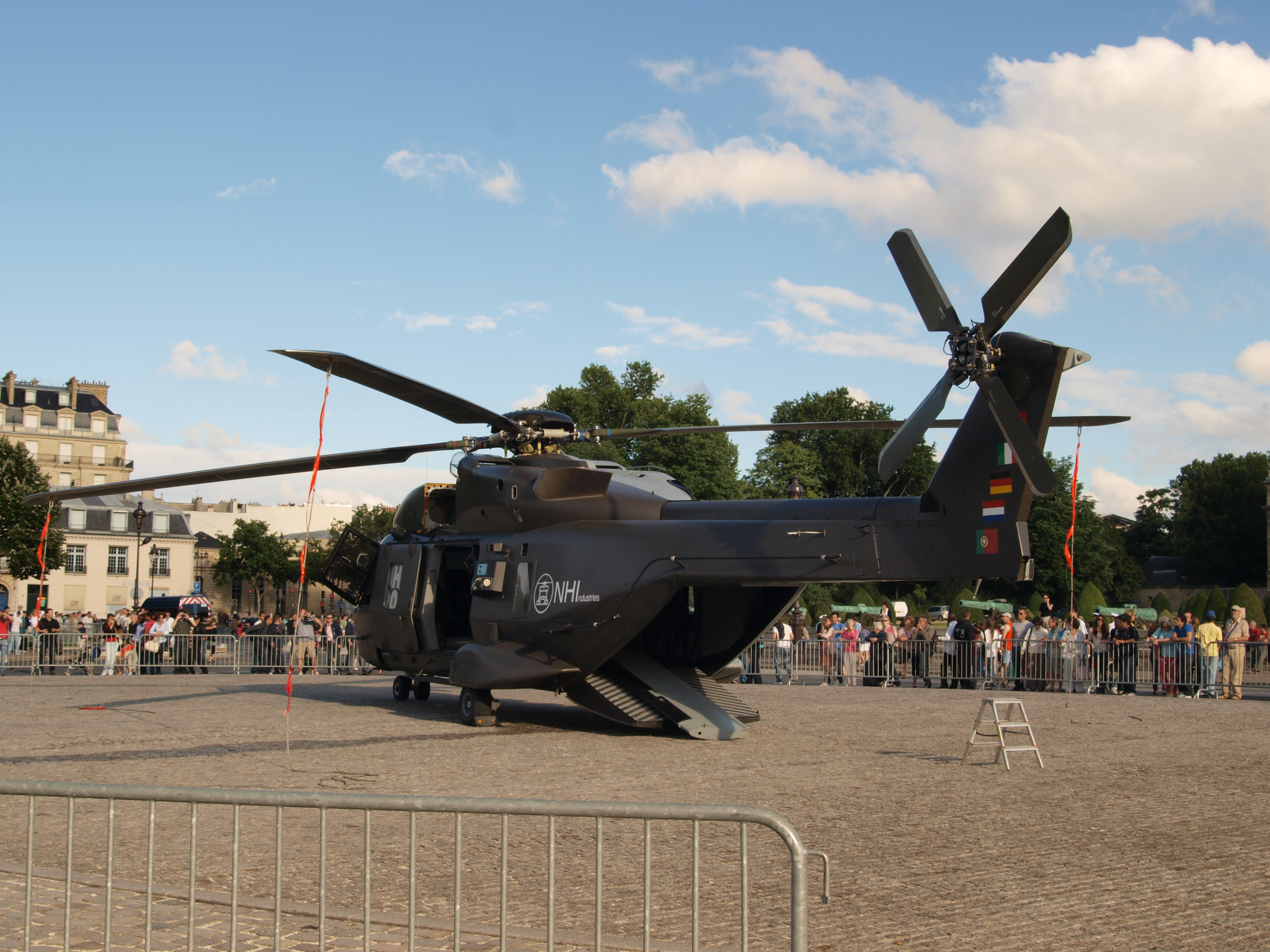
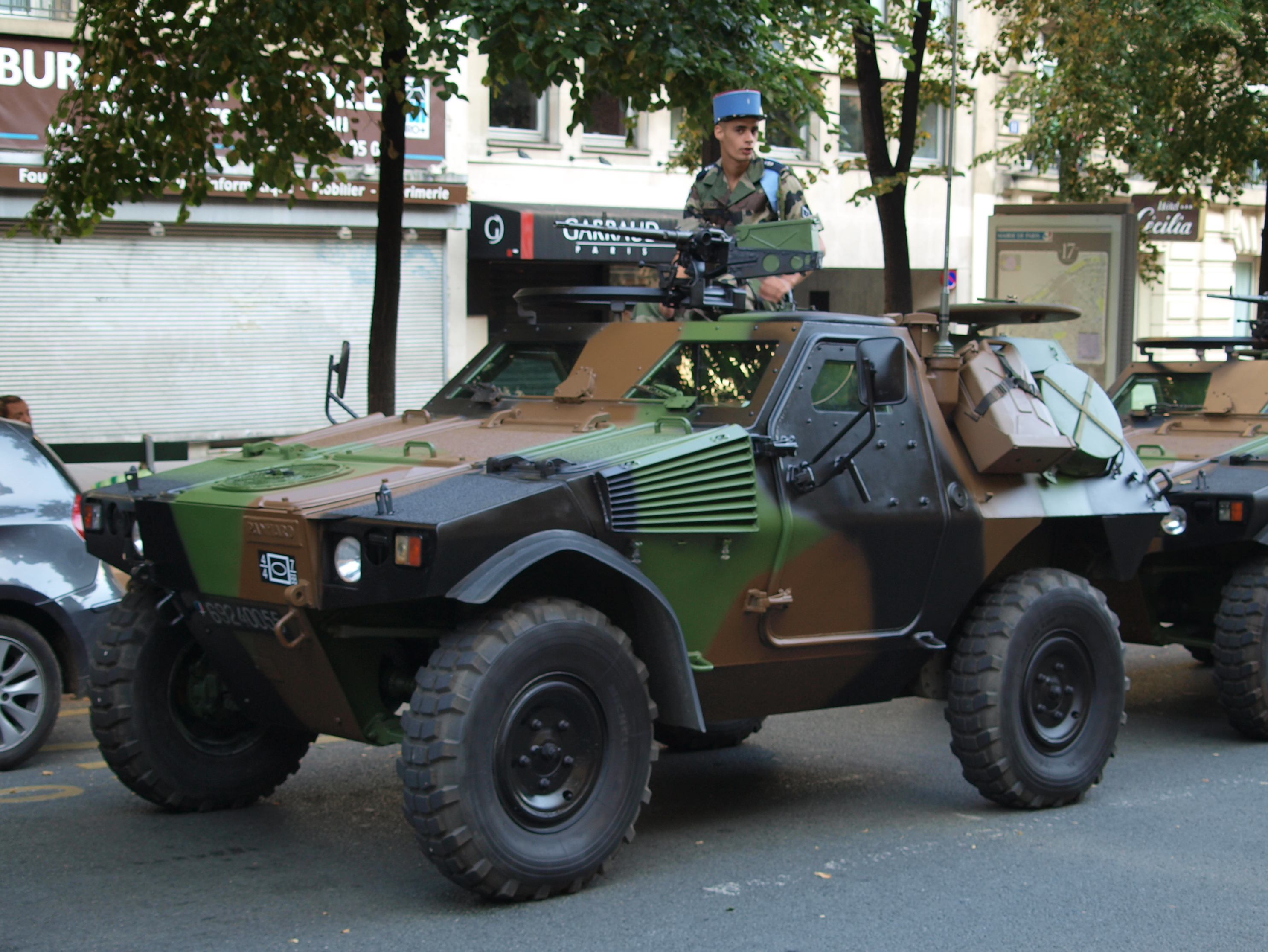
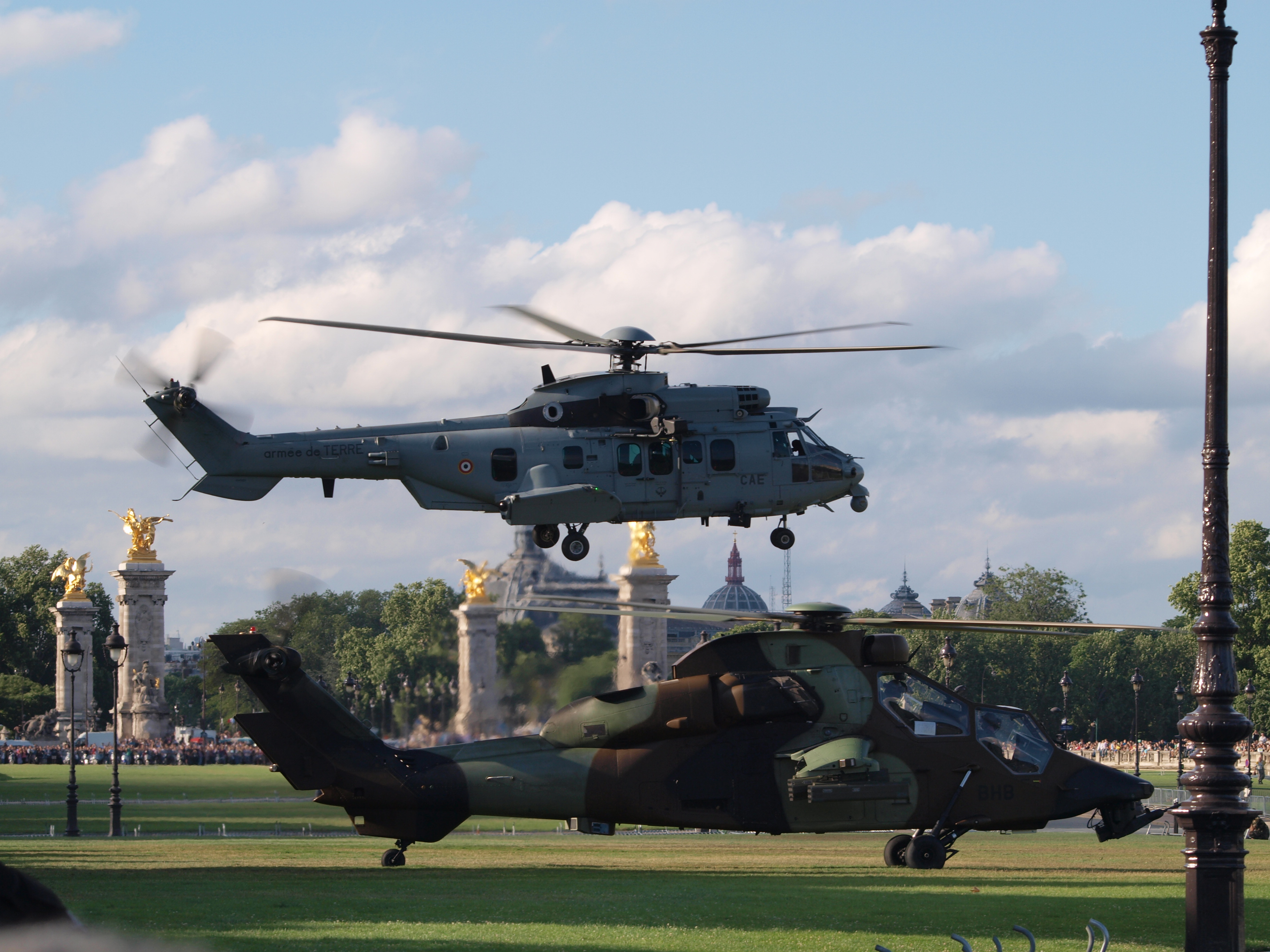
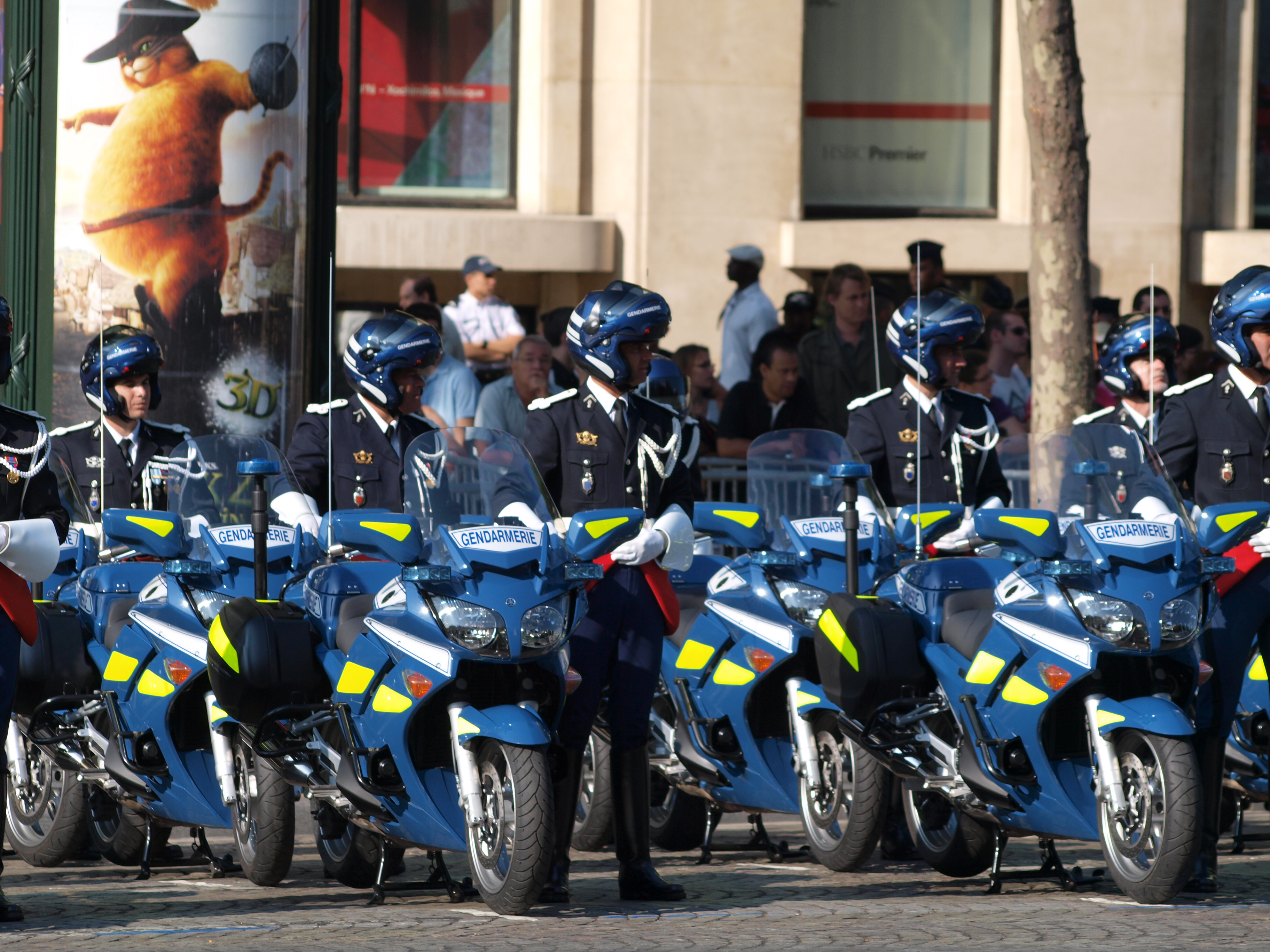
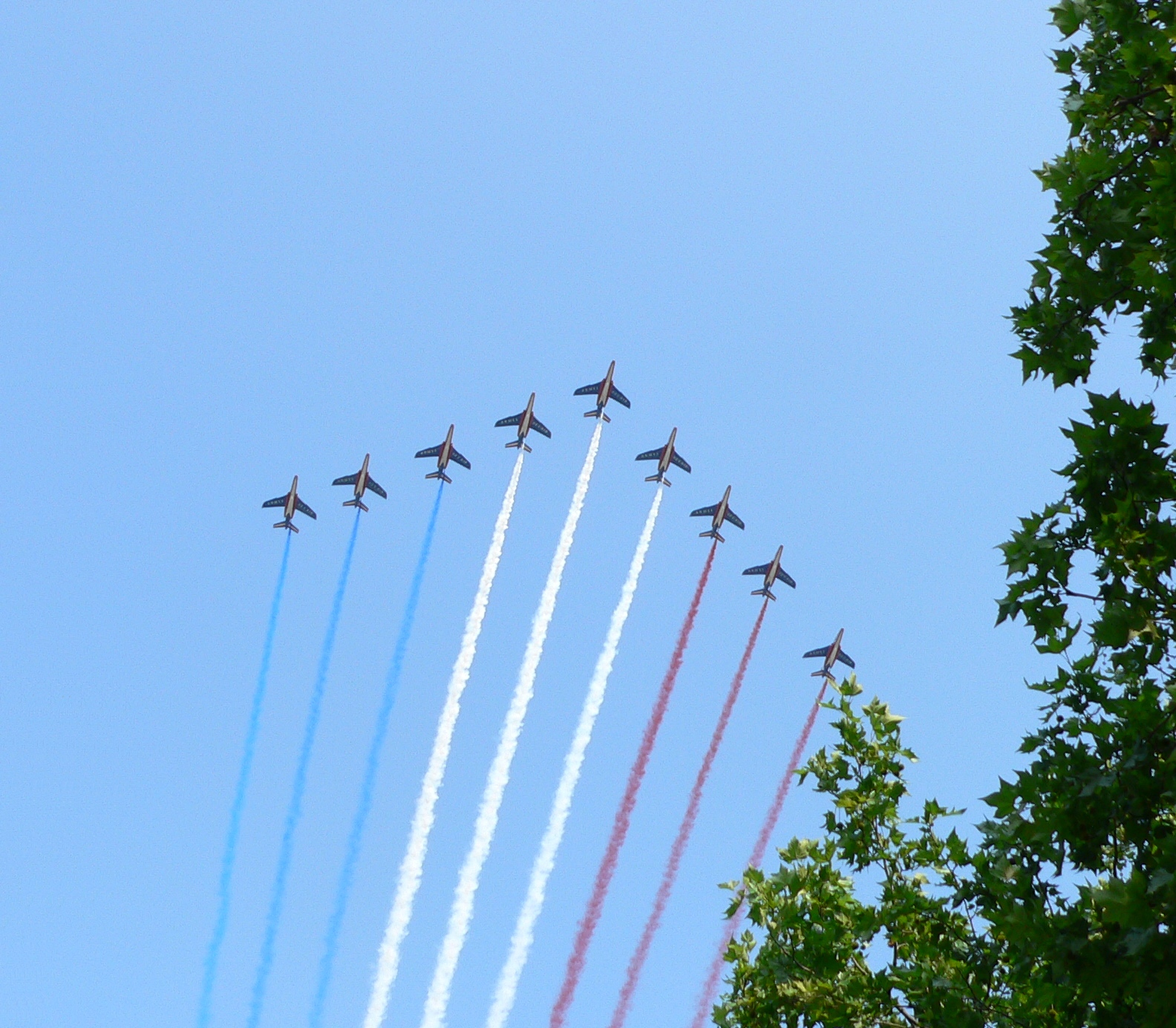
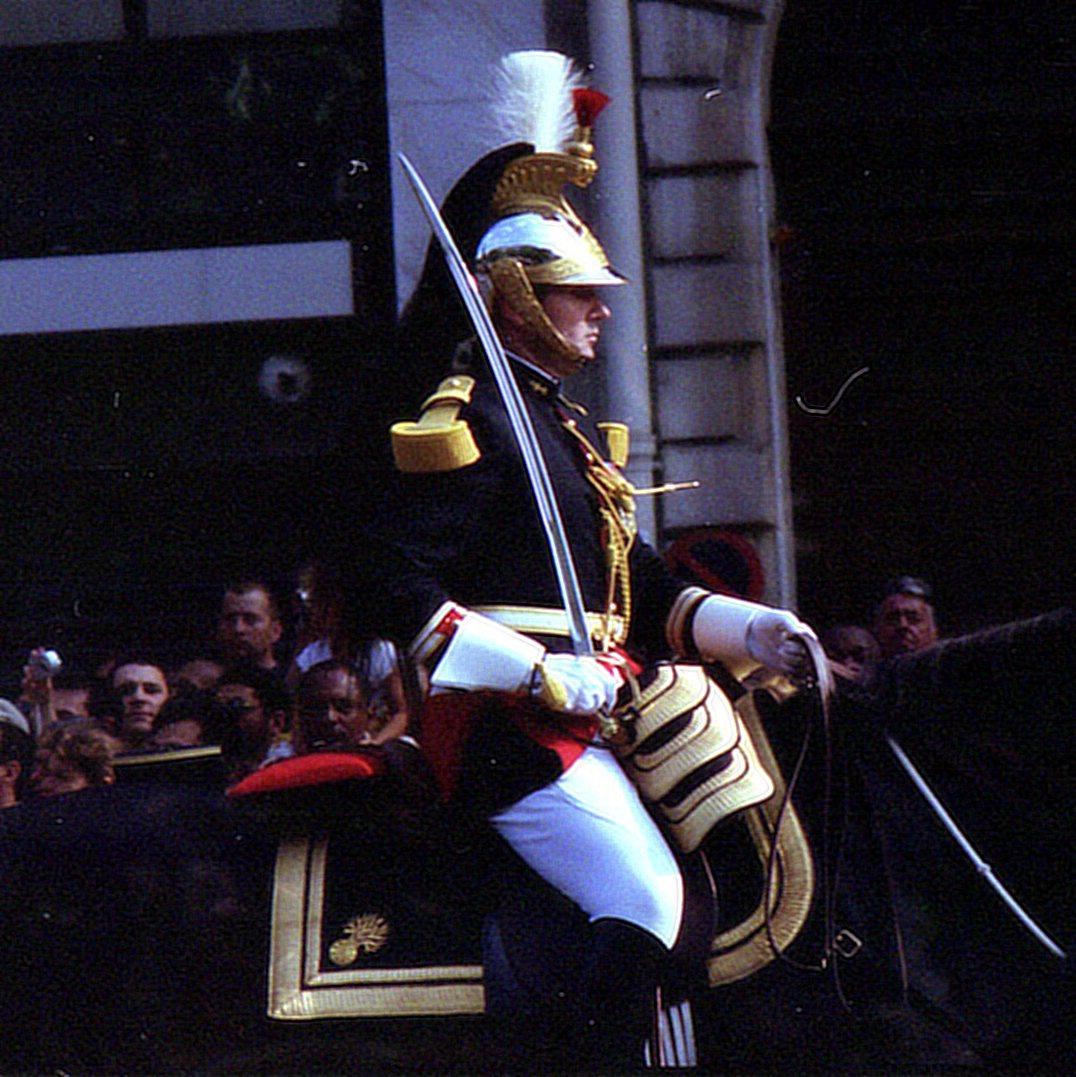

## مقالات ذات صلة
- يوم الباستيل
- اقتحام سجن الباستيل